# Musée des Arts africains, océaniens et amérindiens
Pour d'autres musées d'art africain, voir Musée d'art africain (homonymie).
Le musée d'Arts africains, océaniens et amérindiens (MAAOA), situé au deuxième étage de la Vieille Charité dans le 2e arrondissement de Marseille, présente exclusivement des œuvres des continents africain, océanien et amérindien. Au premier étage du bâtiment se trouve le Musée d'archéologie méditerranéenne. Le musée d'arts africains, océaniens et amérindiens concilie l’observation des objets exposés avec une information scientifique sur les hommes et les sociétés. On y trouve, en particulier, des masques provenant de grandes collections, constituées au cours du XXe siècle, et qui ont participé aux premières expositions de ces arts extra-européens, au cours des années 1930-1935, associées au renouvellement des regards et aux premières études ethnographiques, ethnologiques et anthropologiques sur ces cultures, parallèlement à l'art moderne. Avec les arts populaires mexicains, les couleurs vives et le fantastique sont partout présents, un art fantastique qui a inspiré de nombreux artistes et poètes au XXe siècle et encore aujourd'hui.
Les œuvres sont exposées dans trois salles du deuxième étage de la Vieille Charité:
- La salle Afrique où est exposée la donation faite par les héritiers de l'avocat marseillais Pierre Guerre[2] (1910-1978), grand collectionneur d'art africain : masques, statues, reliquaires... À cette collection s'ajoutent divers objets issus des anciens musées coloniaux de la ville, qui avaient été mis en dépôt à la Chambre de commerce et d’industrie de Marseille.
- La salle Océanie et Amérique où est présentée la remarquable collection du docteur Gastaut (1915-1995) constituée de crânes humains sculptés, peints, surmodelés ou encore gravés, et acquise par la ville en 1989. À cette collection s'ajoutent des objets mis en dépôt ou issus de collectes effectuées par le musée au Vanuatu. Sont également exposées de magnifiques parures de plumes amérindiennes provenant notamment du don du docteur en médecine Marcel Heckenroth (1912-2008)[3] et qu'il avait reçues en cadeau au cours de son service en Guyane française, entre 1939 et 1942.
- La salle Mexique consacrée à une collection d'art populaire avec plus de trois mille objets, dont une partie est exposée : masques, céramiques, tableaux de fils, arbres de vie, sculptures, rassemblés par le cinéaste François Reichenbach lors de ses nombreux voyages dans ce pays et légués par lui-même à la ville de Marseille.

## Histoire
Il est créé en 1992 sous la houlette de l'archéologue et anthropologue Alain Nicolas.

## Salle de l'Afrique
La sélection qui suit correspond, en général, à celle que présente le Guide des collections avec des commentaires précis.
Les objets sont présentés suivant les différentes populations auxquelles ils appartiennent, à savoir :
- Diola (Sénégal) : Masque ejumba réalisé en cornes, fibres et graines et utilisé au cours d'une cérémonie rituelle d'initiation qui se déroule tous les vingt ou vingt-cinq ans pour transmettre les traditions d'une génération à l'autre[5].
- Kissi (Guinée) : Statuettes pondo représentant un personnage en position accroupie.
- Mendé (Sierra Leone) : Masque en bois et fibres représentant une tête féminine à la bouche fine, aux yeux clos, au cou épais le tout surmonté d'une coiffure très sophistiquée.
- Marka (Burkina Faso) : Masque en bois revêtu d'un placage en feuilles de laiton ; cette parure utilisée lors des cérémonies d'initiation est un des plus beaux spécimens connus[6].
- Nuna (Burkina Faso) : Masque-planche en bois et fibres représentant l'un des esprits de la brousse, fondateur du groupe.
- Dogon (Mali) : Hache cérémonielle ornée d'un petit personnage sculptée figurant un ancêtre.
- Bwa (Burkina Faso, Mali) : Grand masque en bois revêtu de motifs géométriques.
- Guérés (Côte d'Ivoire) : Masque en bois décoré de cauris avec un bandeau de kaolin soulignant les yeux.
- Dan : Quatre masques en bois, fifres et fer, et statuette.
- Sénoufos : (Burkina Faso, Mali, Côte d'Ivoire) : masques en bois (à g.) et en bronze (à d.).
- Baoulés (Côte d'Ivoire) : Masque-heaume représentant un buffle ; statue blolo-bla, masque à cornes ; masque à visage humain appelé mblo représentant un des esprits de la forêt ; bijou représentant un oiseau, animal sacré pour cette population, réalisé par des fils d'or disposés minutieusement les uns contre les autres.
- Gouro : Masque zamblé représentant à la fois une antilope avec ses cornes et une panthère ou un crocodile aux dents pointues et à la langue rouge ; poulies en bois de métier à tisser ; masque en bois et fer.

Salle Afrique
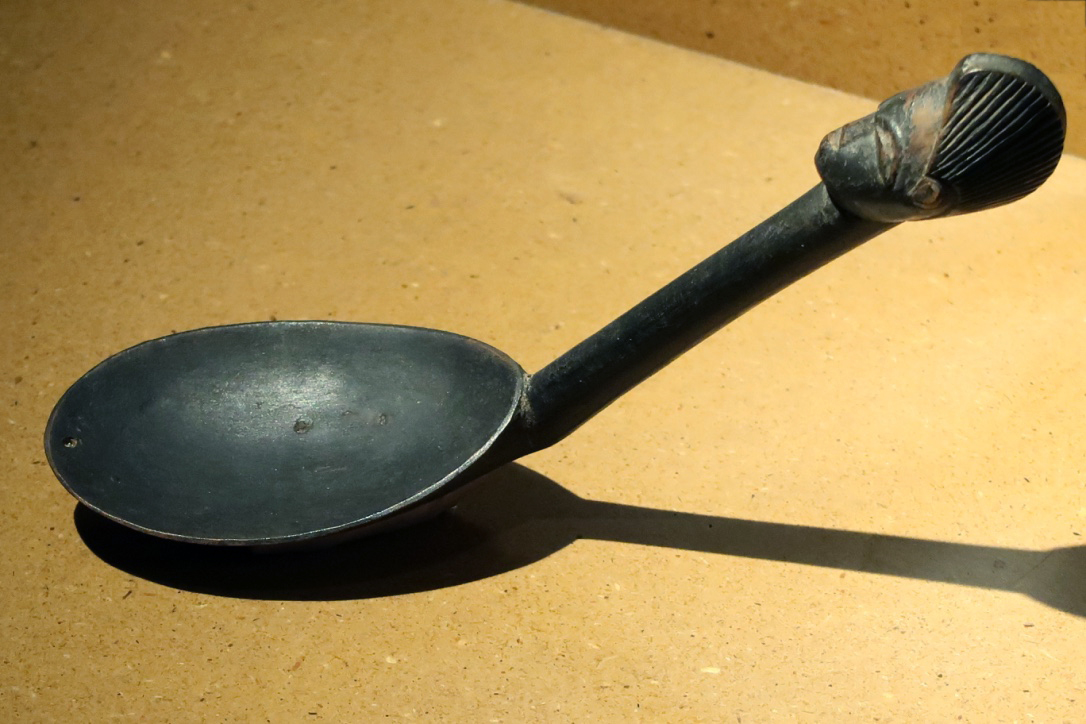
Cuiller. Baoulé. Bois. L. env. 15 cm. Côte d'Ivoire. 1850-1950
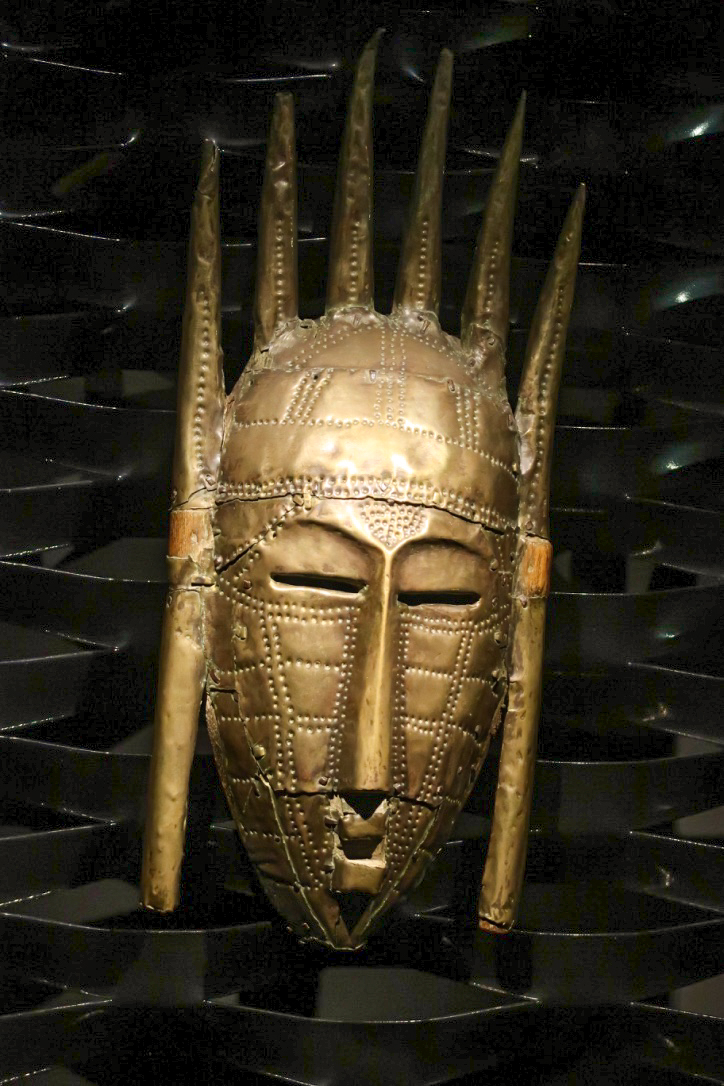
Masque n'domo des Marka. H. 42 cm. Bois, laiton. Burkina Faso.1850-1927
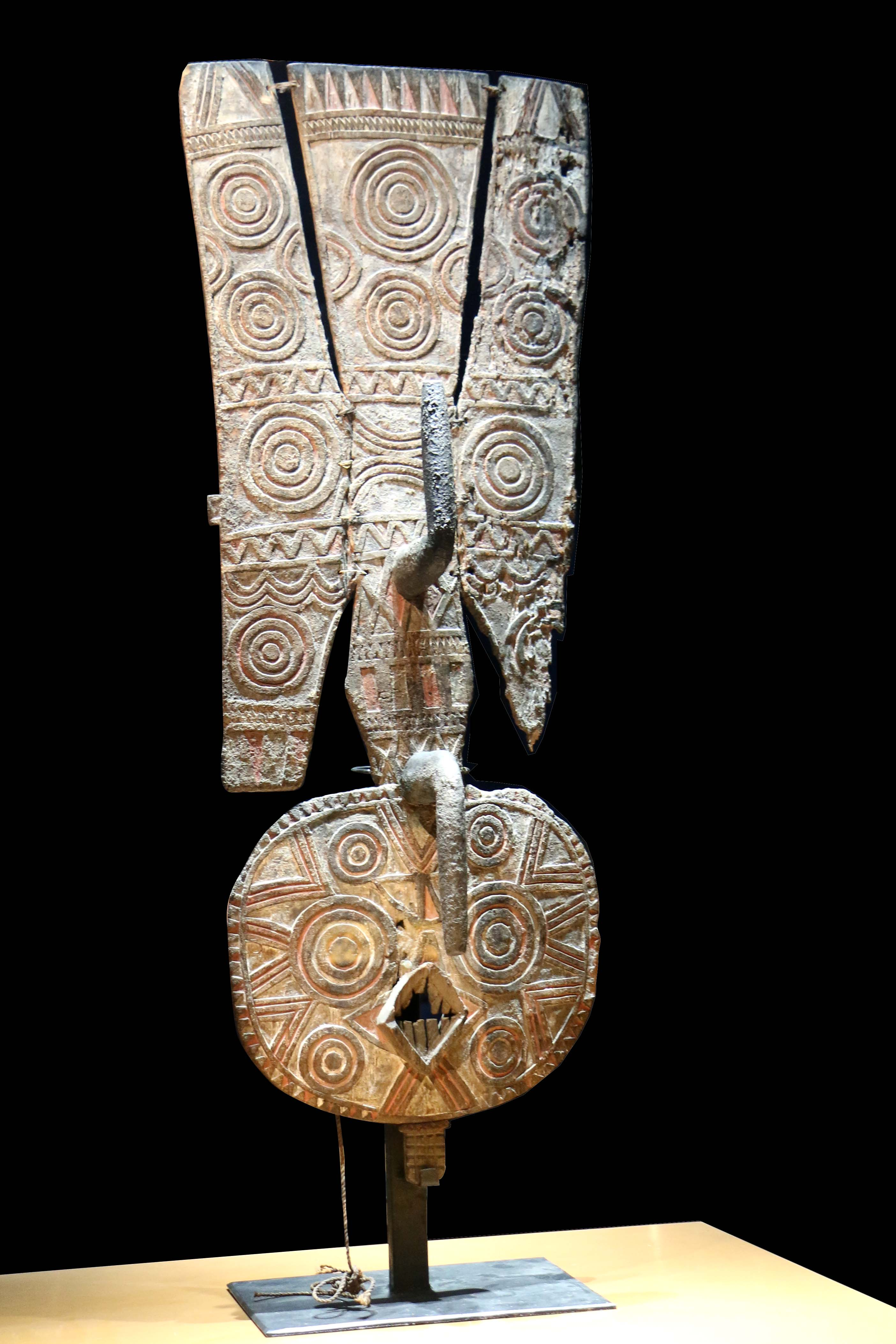
Masque planche des Nuna H. 123 cm. Bois, pigments, fibre. Burkina Faso. 1850-1950
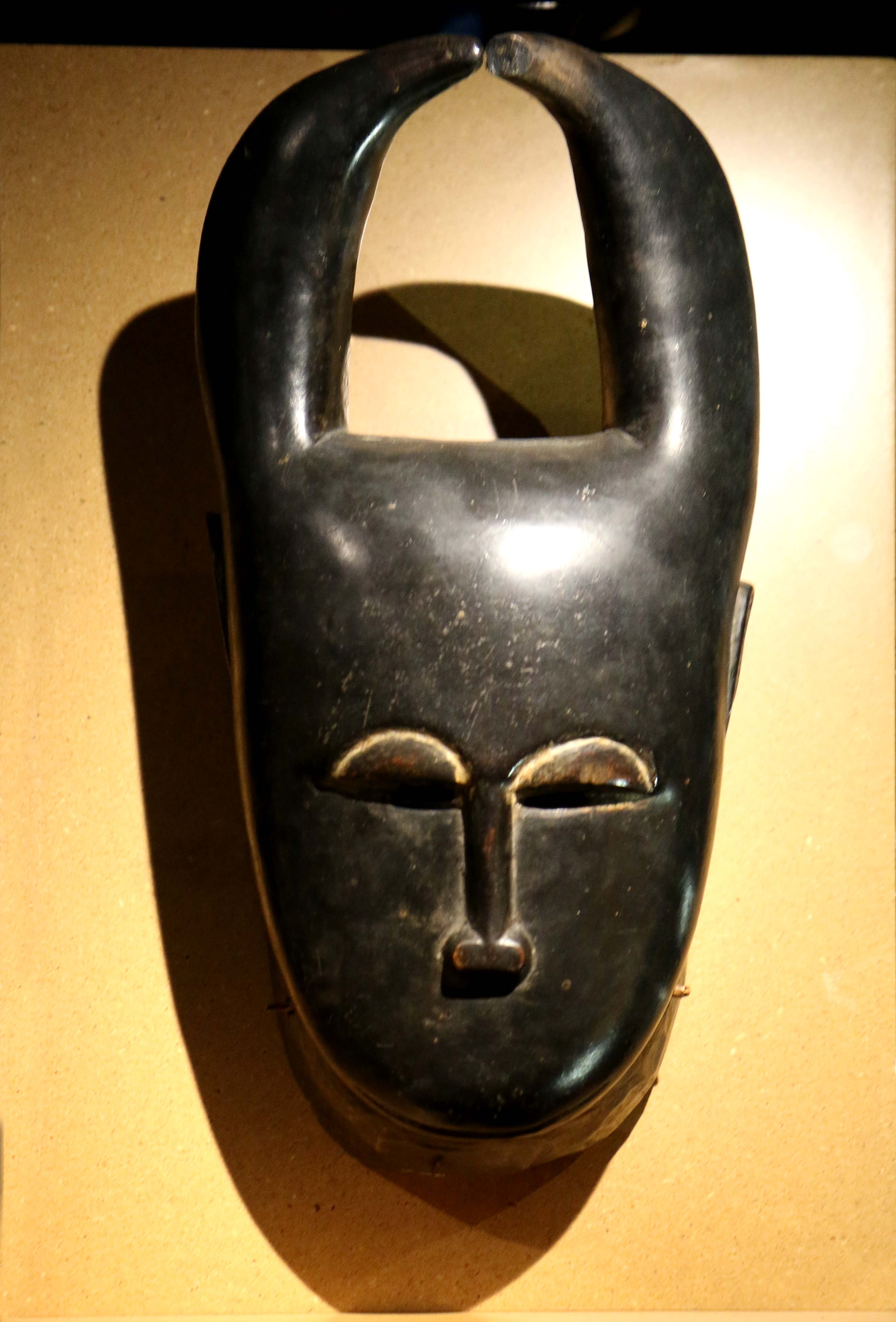
Masque à cornes des Baoulés. H. 37 cm. Bois. Côte d'Ivoire. 1850-1950
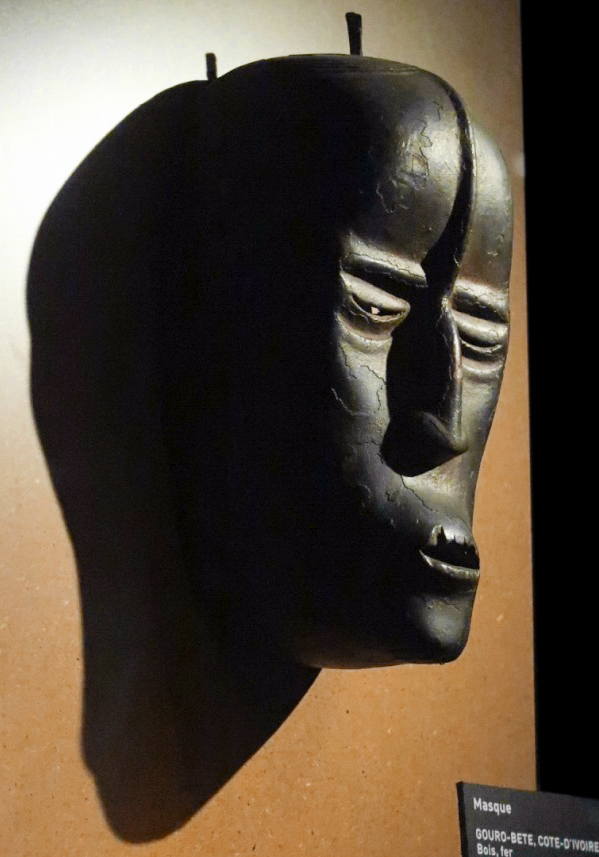
Masque Gouro-Bété. Bois, fer, H. 24 cm. Côte d'Ivoire. 1850-1930
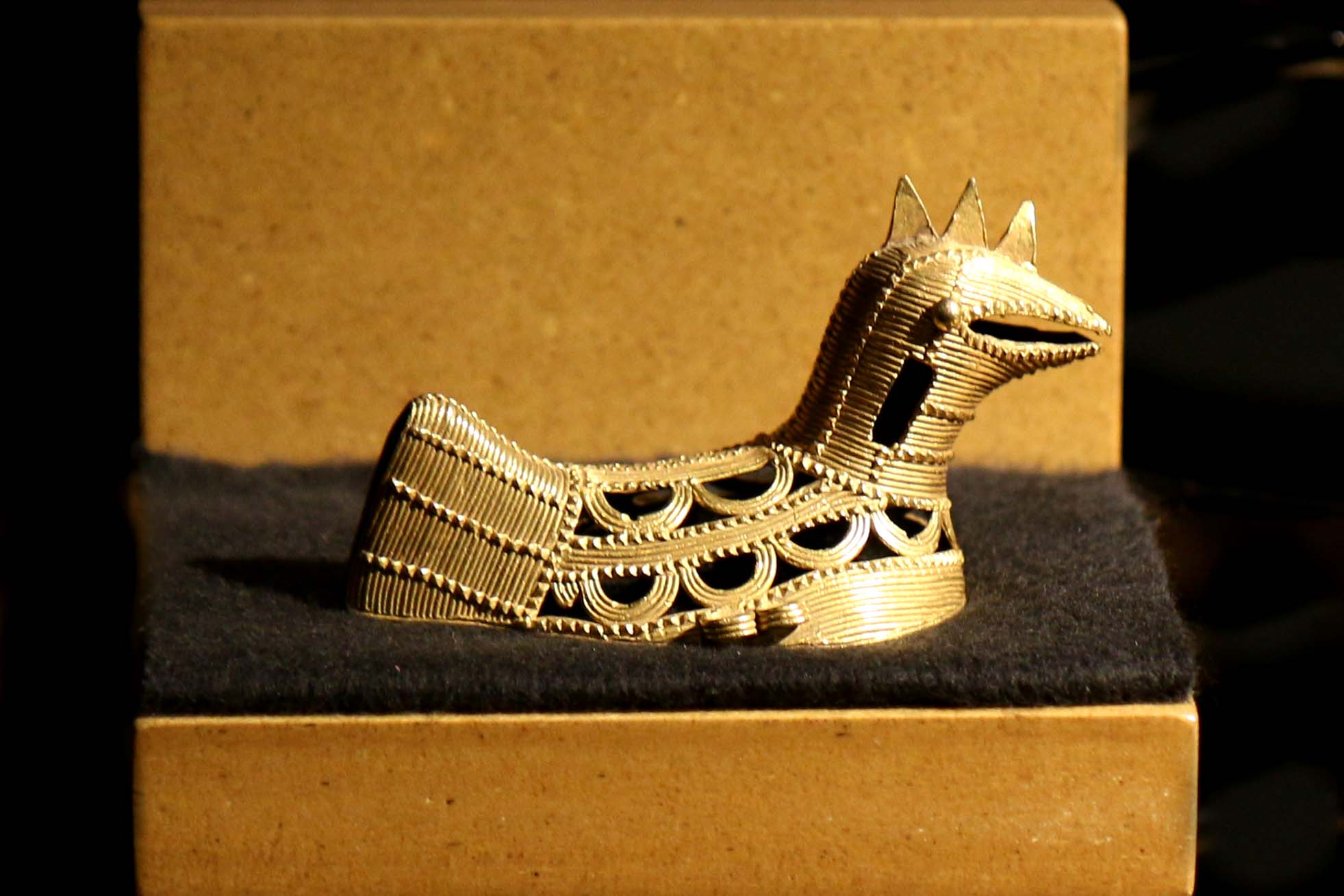
Bijou d'applique. Baoulé. Or en filigrane, H. 7,5 cm. Côte d'Ivoire. 1850-1950

- Ashantis (Ghana) : poids pour peser la poudre d'or.
- Fon (Bénin) : pipe en argent, bois et bambou du roi Glélé.
- Bariba (Bénin) : lampe cultuelle en argile.
- Yorouba (Bénin / Nigéria) : Masque gèlèdé ; statuette Edan en bronze (h= 25 cm).
- Mumuye (Nigeria) : statue en bois (h= 104 cm).
- Bamilékés (Cameroun) : masque dit batcham en bois (h= 98 cm) utilisé lors de grands événements : funérailles, jugements etc.
- Bamouns (Cameroun) : pipe d'apparat en argile et fibres.
- Fangs (Cameroun / Gabon / Guinée équatoriale) : statues reliquaires.
- Kota (Gabon) : figure de reliquaire en bois et laiton.
- Pounou (Gabon) : masque Okuyi en bois recouvert de kaolin blanc et rehaussé de rouge sur la bouche.
- Téké (République démocratique du Congo) : Statuette magique bilongo en bois, tissus, résine et fibres.
- Bembé (République démocratique du Congo) : Statuette représentée en position assise, signe d'honorabilité, les yeux incrustés de fragments de coquillages.
- Songyé (République démocratique du Congo) : statuette.
- Mahafaly (Madagascar) : Groupe en Filanzane ; pot à miel ; peigne ; cuillère.

Salle Afrique
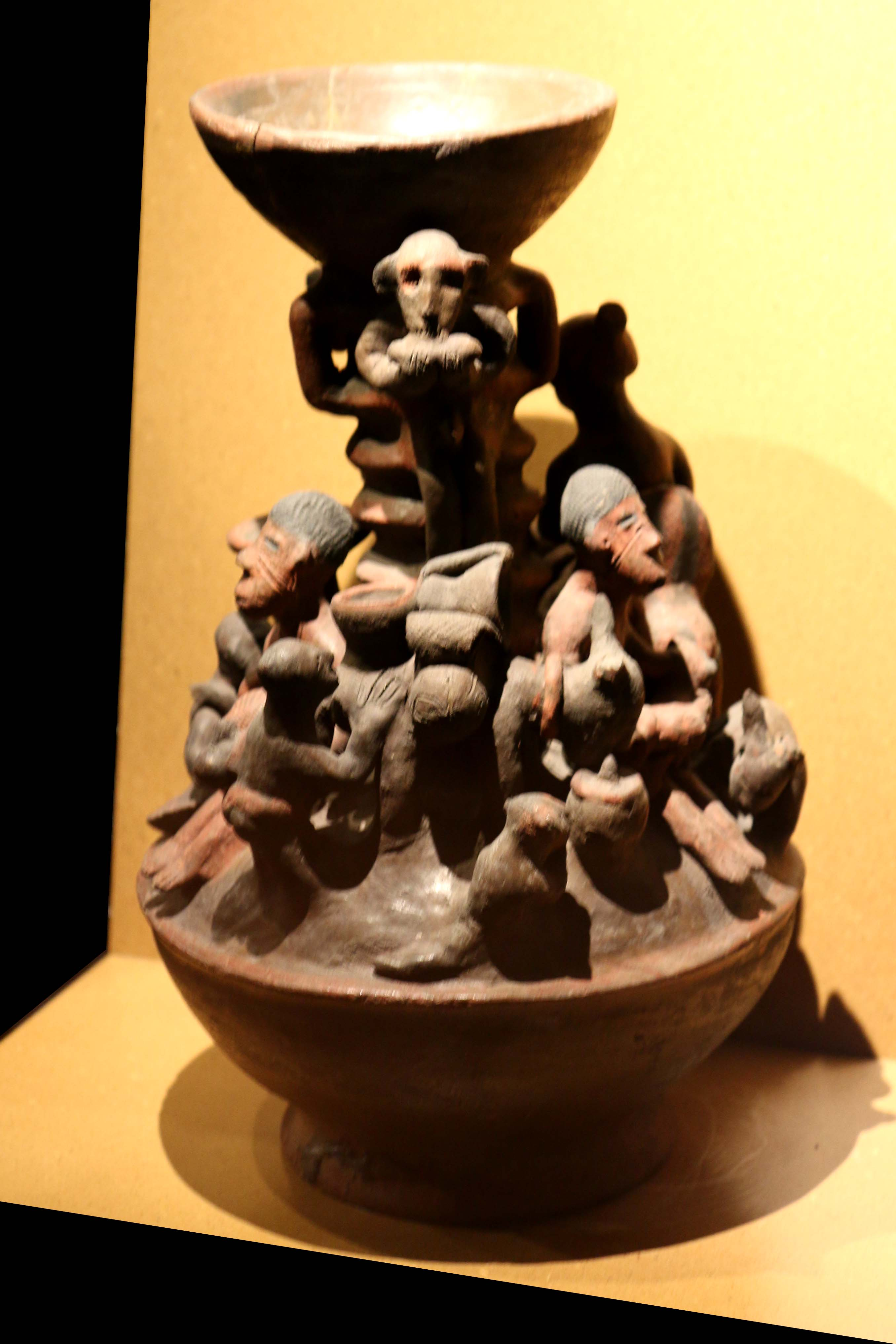
Lampe cultuelle, Bariba. Argile, H. 39 cm. Bénin. 1850-1950
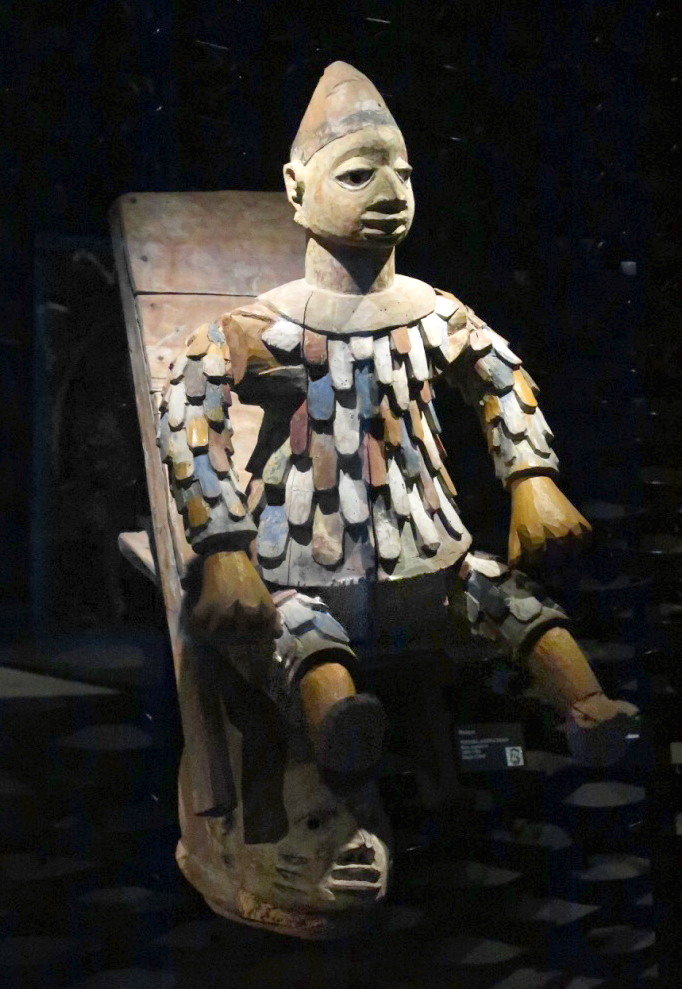
Masque gèlèdé, Yorouba. Bois, pigments. H. 79 cm. Bénin, Nigéria. 1850-1950
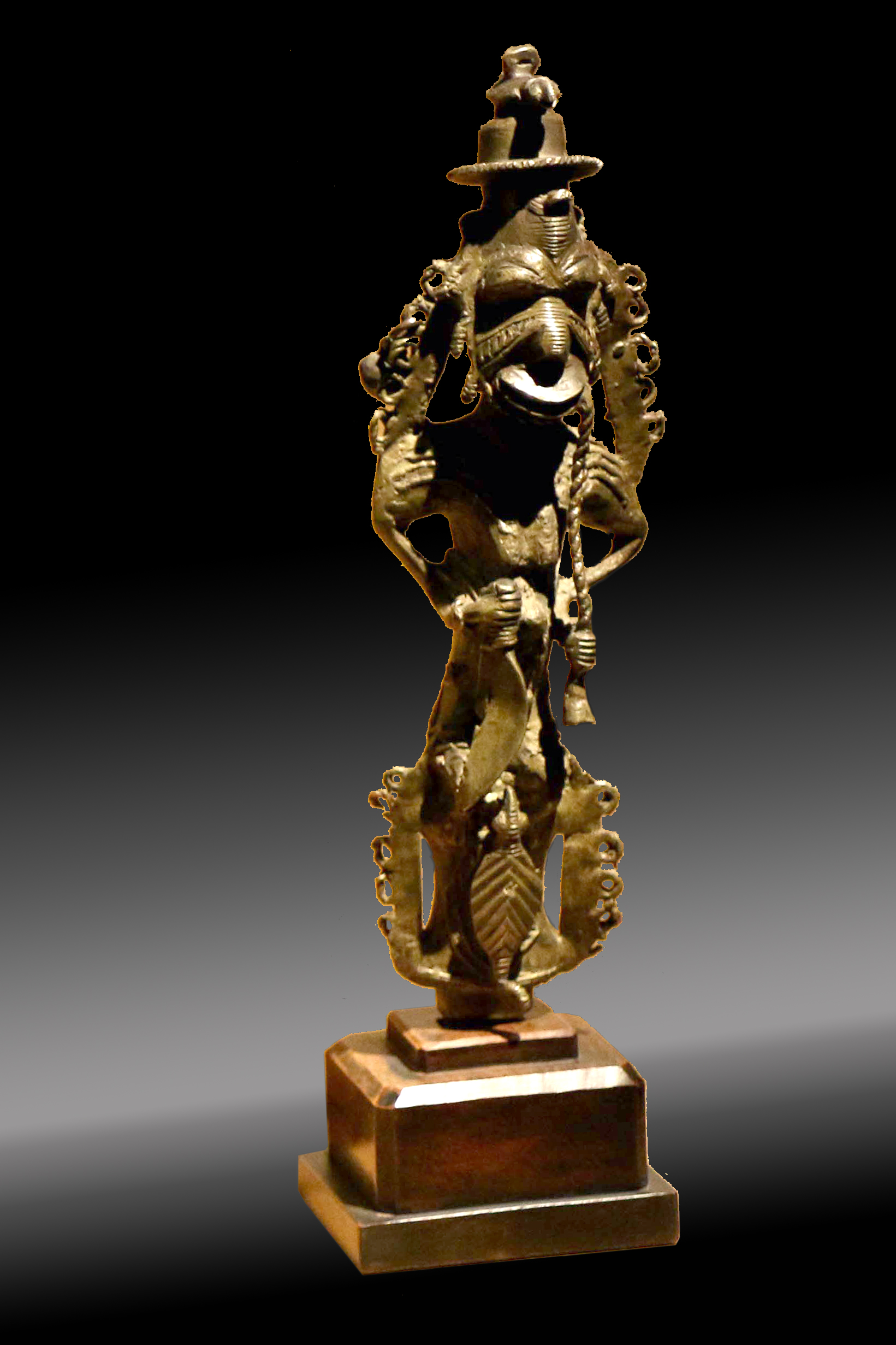
Statuette edan[9]. Peuple Yorouba. Bronze, H. 25 cm. Bénin, Nigéria. 1850-1950
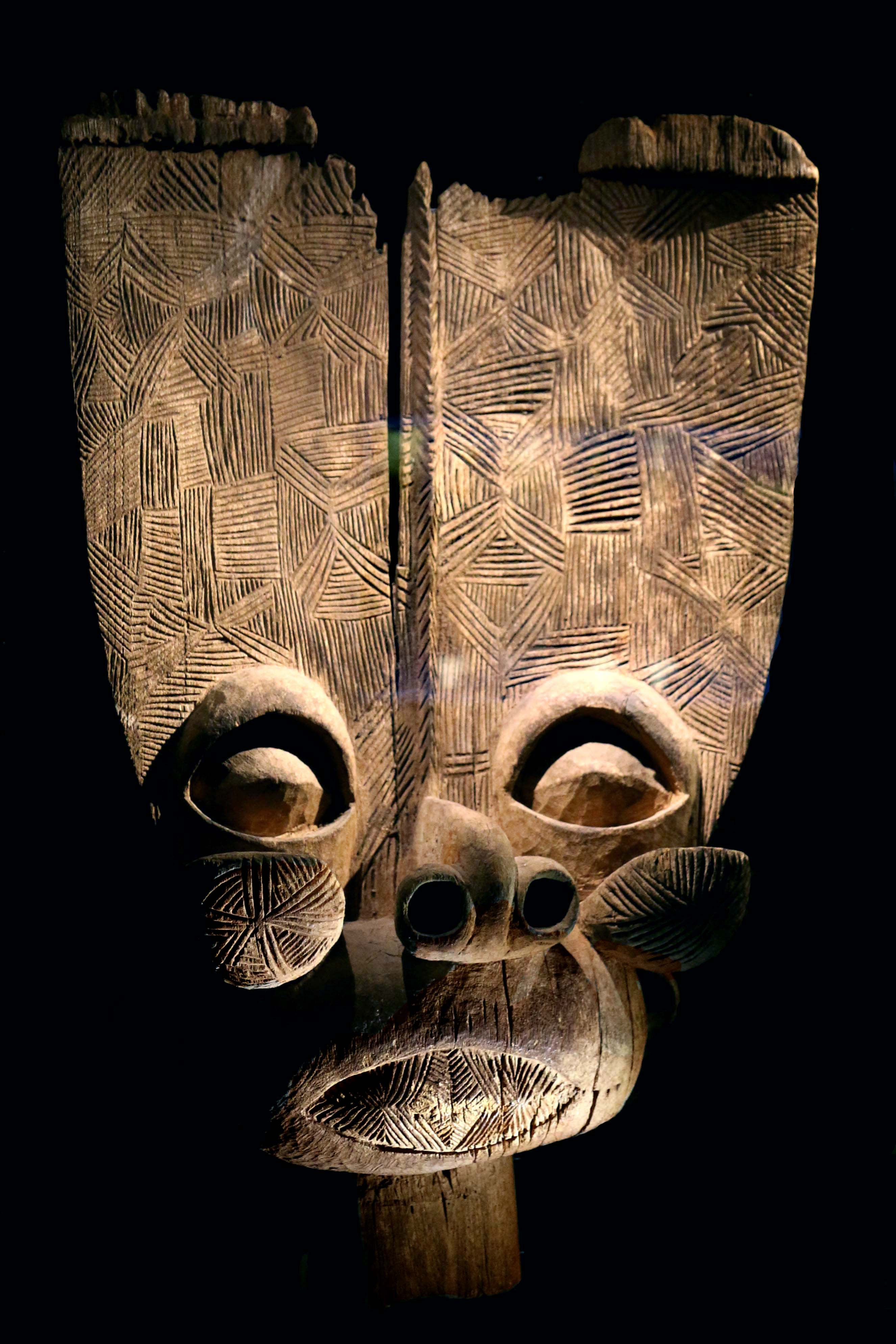
Masque dit batcham. Bamiléké. Bois, H. 98 cm. Cameroun. 1850-1950
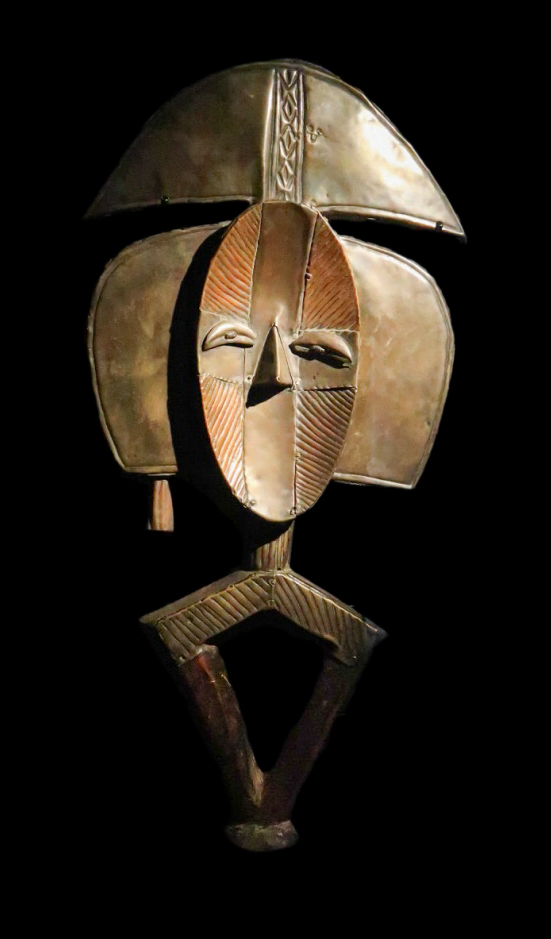
Figure de reliquaire. Kota. Cuivre, H. 57 cm. Gabon. 1850-1950
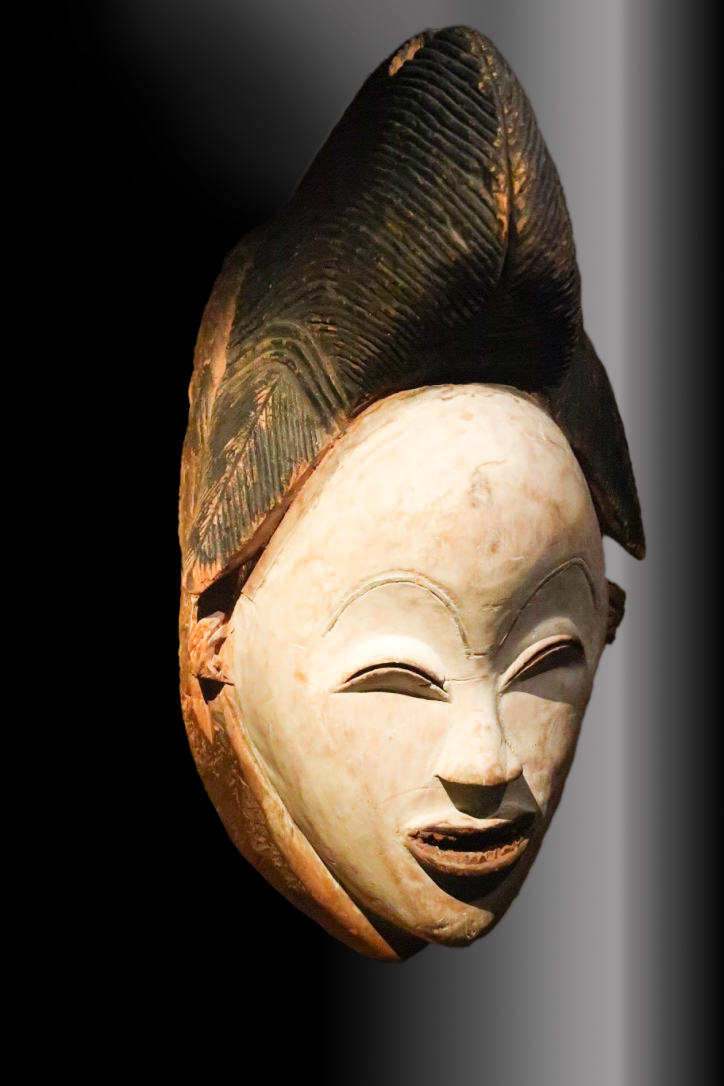
Masque okuyi. Punu. Bois, kaolin, pigments. H. 34,5 cm. Gabon. 1850-1950

## Salle Océanie et Amériques

### Océanie
Des statues, poupées rituelles, masques et crânes d'ancêtres sont exposés et classées en fonction des peuples auxquels ils appartiennent :
- Iatmul (Papouasie-Nouvelle-Guinée) : tabouret d'orateur, mannequin funéraire, crânes d'ancêtres surmodelés et panneau porte-crânes. Les crânes des Tshidjali, hommes appartenant à l'échelon initiatique le plus élevé, étaient conservés. Le crâne des ancêtres , après avoir été enterré, était exhumé et nettoyé ; il était ensuite surmodelé au moyen de pâte végétale afin de reproduire le visage du défunt et peint. Le crâne était ensuite conservé dans la maison des hommes. Le tabouret d'orateur est composé d'un plateau circulaire accolé à une sculpture anthropomorphe représentant l'ancêtre du clan ; c'est un des objets les plus prestigieux. Il est placé à côté du pilier central de soutènement de la maison des hommes ; il est utilisé au cours des débats.
- Boiken (Papouasie-Nouvelle-Guinée) : Monnaie de mariage dite « talipum » donnée aux parents de la fiancée ; elle est composée d'un gastéropode marin géant (Turbo marmoratus) sur lequel est fixé un masque anthropomorphe en vannerie tressée et peinte. Le coquillage constitue l'essentiel de la valeur du talipum.
- Kiwai (Papouasie-Nouvelle-Guinée) :Les Kiwai pratiquaient la chassa aux têtes et le culte des ancêtres. Deux objets sont présentés : une statue imunu confectionnée en bois de palétuvier et utilisée lors des rites d'initiation. Une sculpture anthropomorphe à la forme très caractéristique avec les bras levés entourant la tête et les jambes recourbées.
- Mendi (Papouasie-Nouvelle-Guinée) : deux poupées rituelles en fibres, coquillages, pâte végétale et dents d'origine animale. Ces poupées auraient été utilisées lors de rites de guérison pour capter l'esprit responsable de la maladie.
- Star mountains : Les papous de cette zone montagneuse menaient entre eux une guerre constante. Le bouclier exposé a été réalisé en bois et décoré de motifs stylisés ; il était destiné à protéger son utilisateur tout en effrayant l'ennemi.
- Asmat (Papouasie-Nouvelle-Guinée) : vivant dans l'Irian Jaya, les Asmat pratiquaient la chasse aux têtes et la conservation des crânes d'ancêtres. Les maxillaires des victimes étaient offerts aux femmes qui les utilisaient en pendentifs. Ces crânes sont souvent ornés d'un bandeau frontal tressé de graines et de plumes blanches de cacatoès. Les cavités des yeux et du nez sont remplies de cire d'abeille et incrustées de graines.
- Nouvelle Irlande : de cette zone sont exposés : une statue kulap en craie du type « sourcils à relief », un crâne d'ancêtre surmodelé avec une pâte à base de noix de Parinarium et des yeux figurés à l'aide d'opercules de coquillages, un mannequin funéraire propitiateur de pluie et un masque « malagan ».
- Îles Salomon : Deux crânes d'ancêtres sont exposés ; l'un surmodelé d'une pâte végétale noire et décoré d'incrustations de nacre pour reproduire les yeux, l'autre non surmodelé est décoré d'un assemblage d'os.
- Vanuatu : Sculpture Nenna réalisée dans le tronc d'une fougère arborescente avec de grands yeux circulaires et un nez épaté ; marionnettes temès nevimbur confectionnées en bois, fibres et toiles d'araignée ; masques de danse en bambou, pâte végétale, toiles d'araignée et dents de cochon ; crâne d'ancêtre surmodelé et mannequin funéraire.
- Nouvelle-Calédonie : Statuette en bois dur représentant un homme les mains posées sur le ventre, et un chambranle sculpté de porte de grande case
- Nouvelle-Zélande : Pendentif réalisé dans une calotte de crâne humain ; l'os est gravé, figurant des tatouages maori, les yeux sont incrustés de nacre dentelée et la bouche est ouverte laissant apparaître la langue tirée. Ces pendentifs, appelés hei tiki, sont des trésors de chefs transmis de génération en génération;
- Îles Tiwi (île Bathurst et île Melville) (Australie) : Deux statues en bois figurant un couple d'ancêtres

Crânes d'ancêtres et crânes-trophées
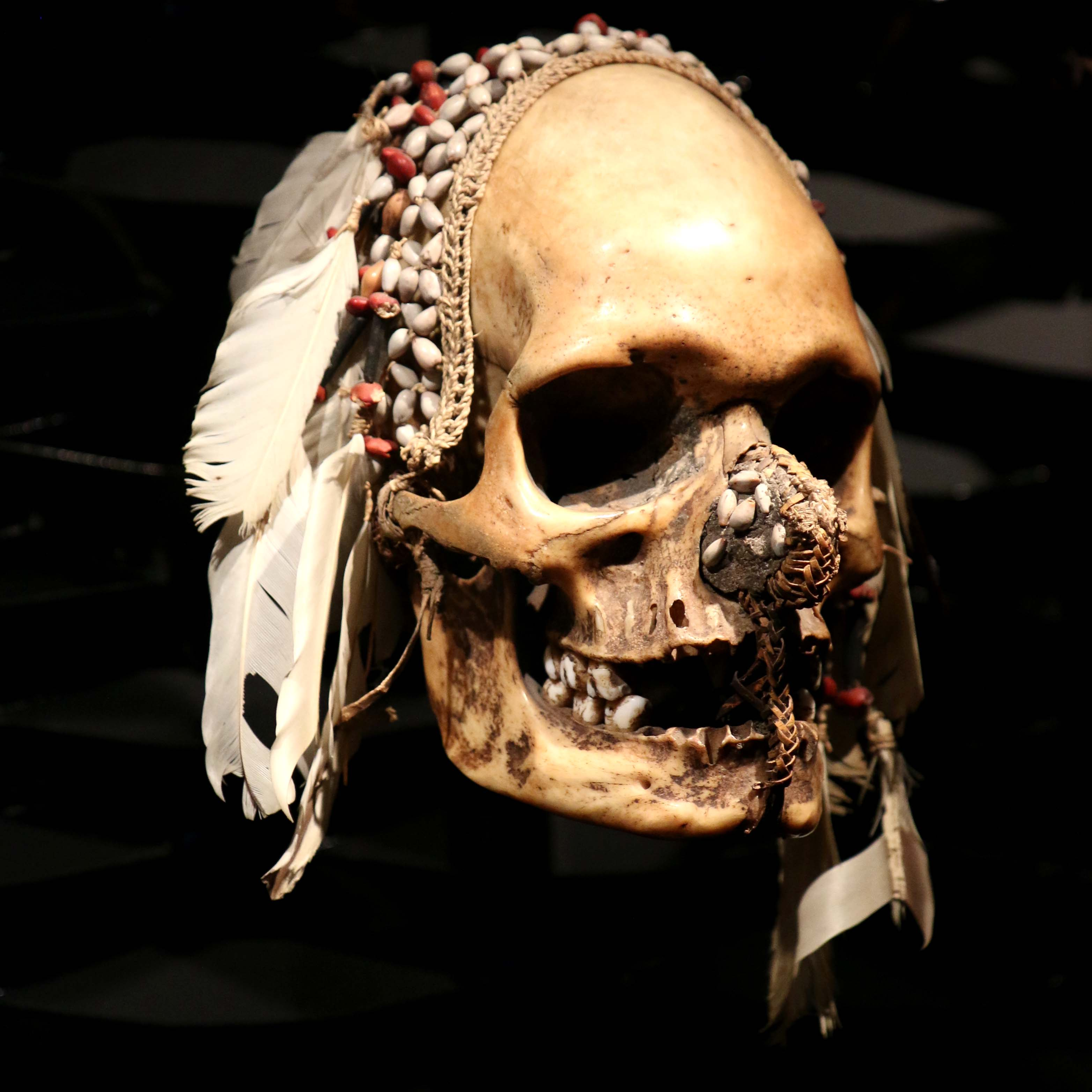
Crâne-trophée Asmat. Os, dents, graines, plumes, fibres. H. 24 cm. Irian Jaya. 1850-1950
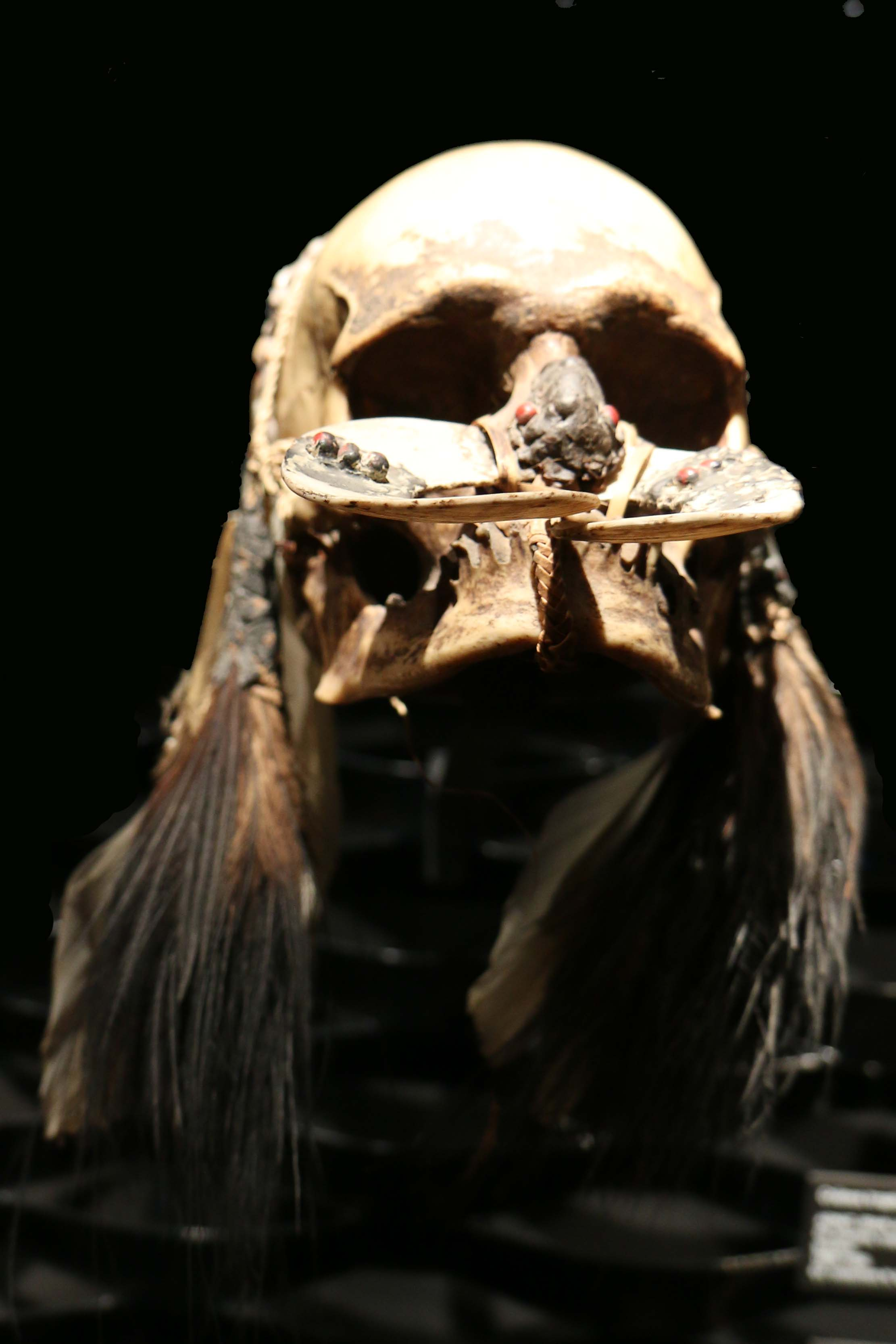
Crâne-trophée Asmat.  Os, graines, coquillages, plumes, fibres. H. 30 cm. Irian Jaya. Indonésie.1850-1950
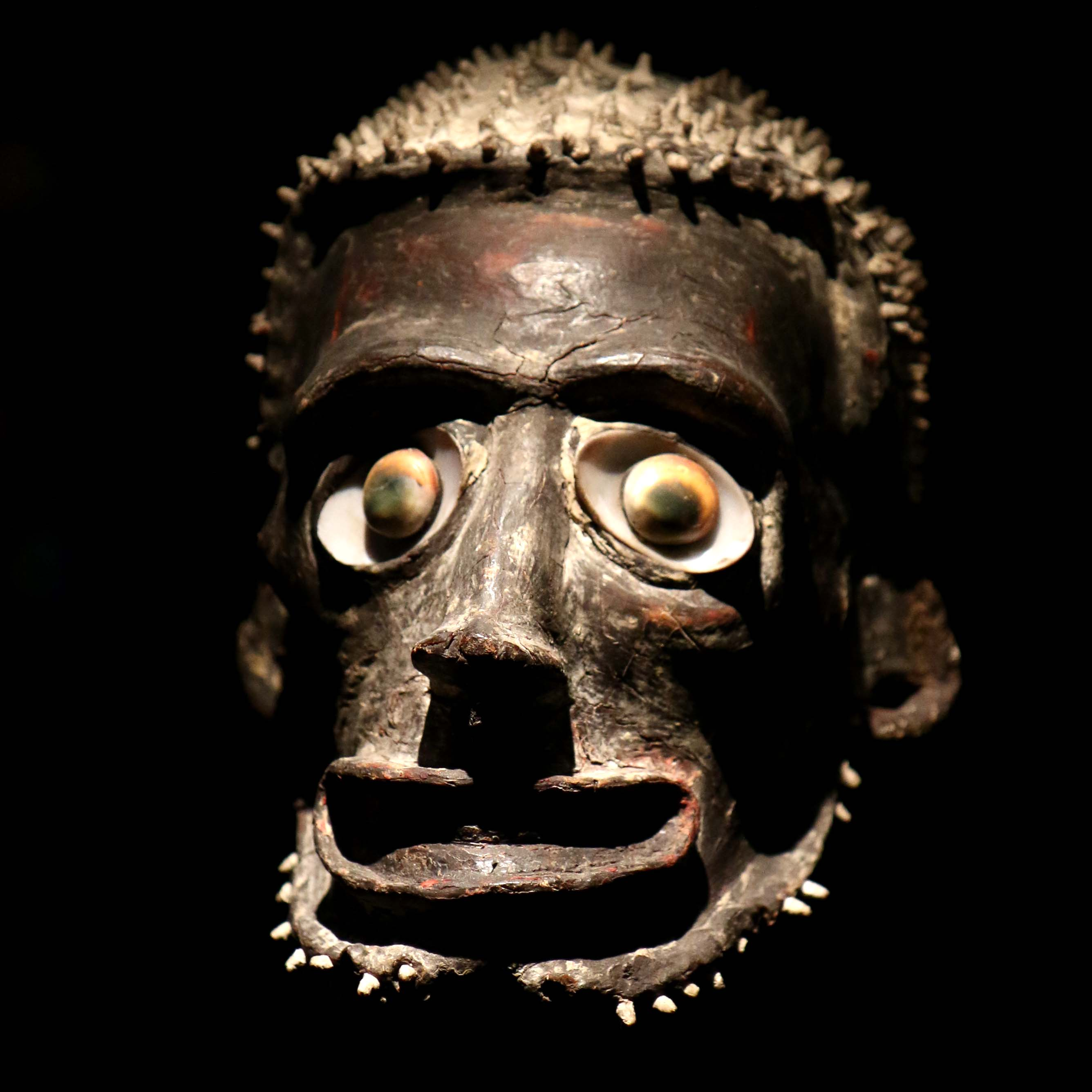
Crâne d'ancêtre surmodelé. Papouasie-Nouvelle-Guinée, Nouvelle-Irlande. Os, pâte végétale, coquillage, chaux, résine, H. 21 cm. 1850-1950
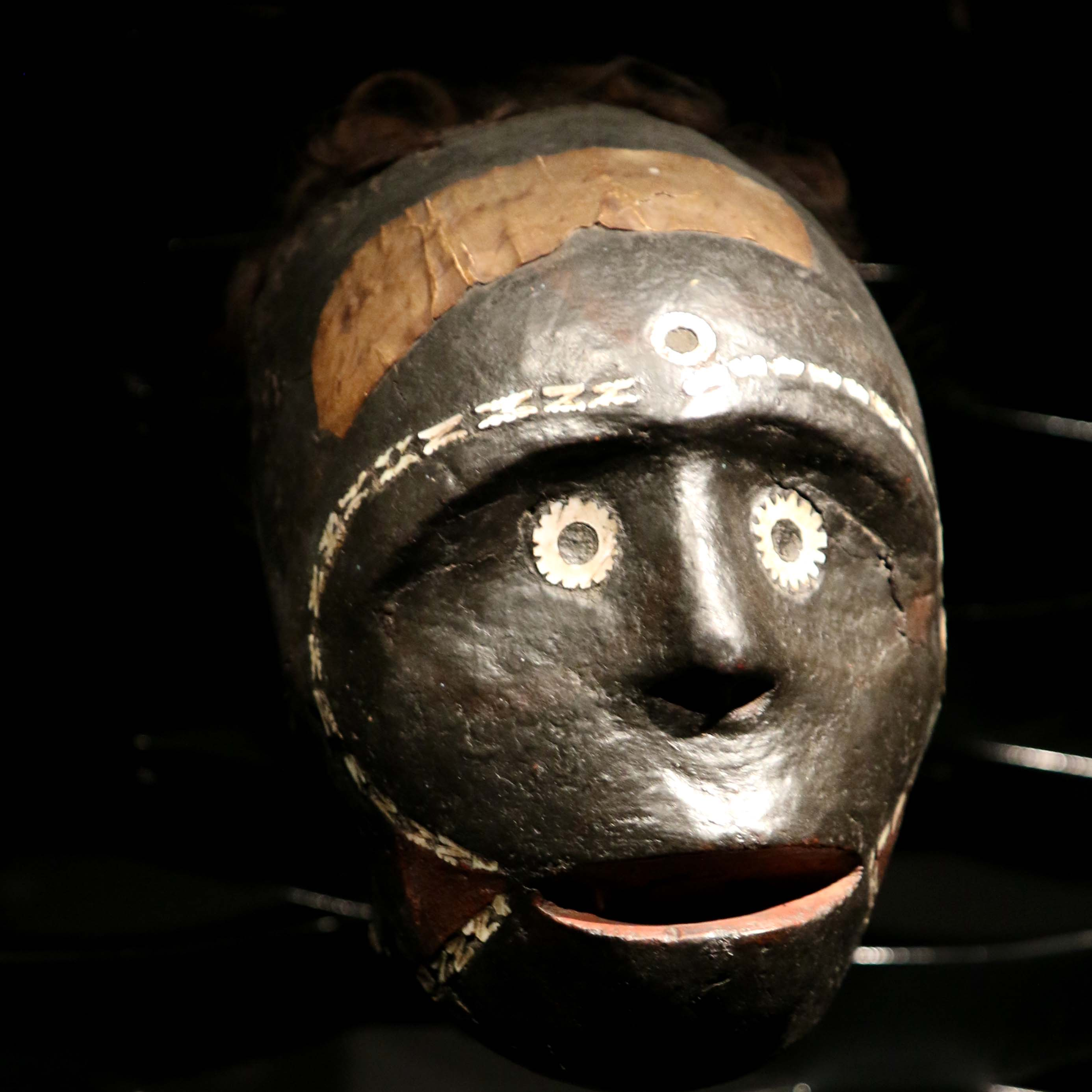
Crâne d'ancêtre Îles Salomon. Os, cheveux, pâte végétale, nacre, H. 21 cm. 1850-1950
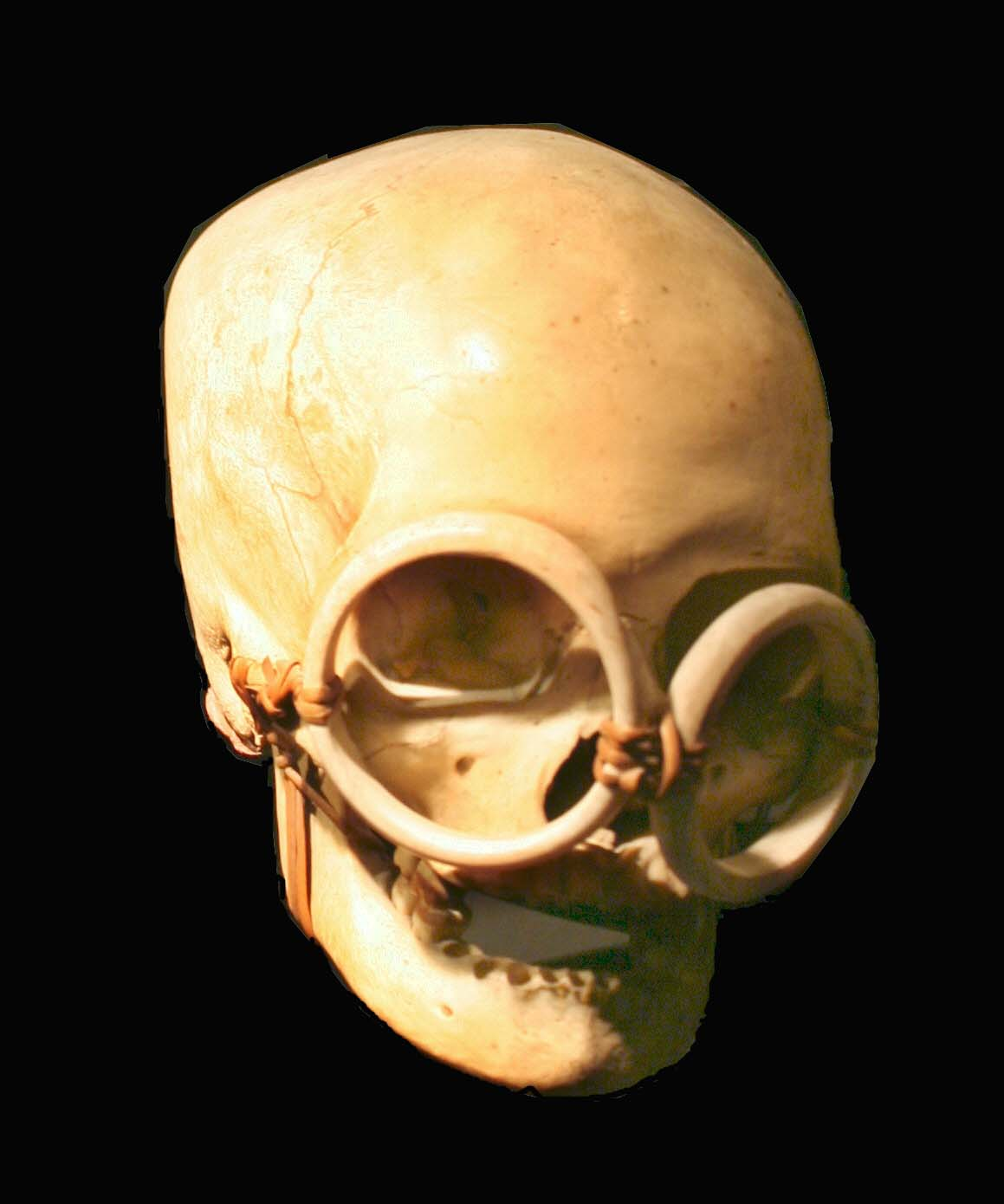
Crâne d'ancêtre. Îles Salomon. Os, dents, coquillages, fibres, H. 16 cm. 1850-1950

Statues, masques, bouclier, pendentif
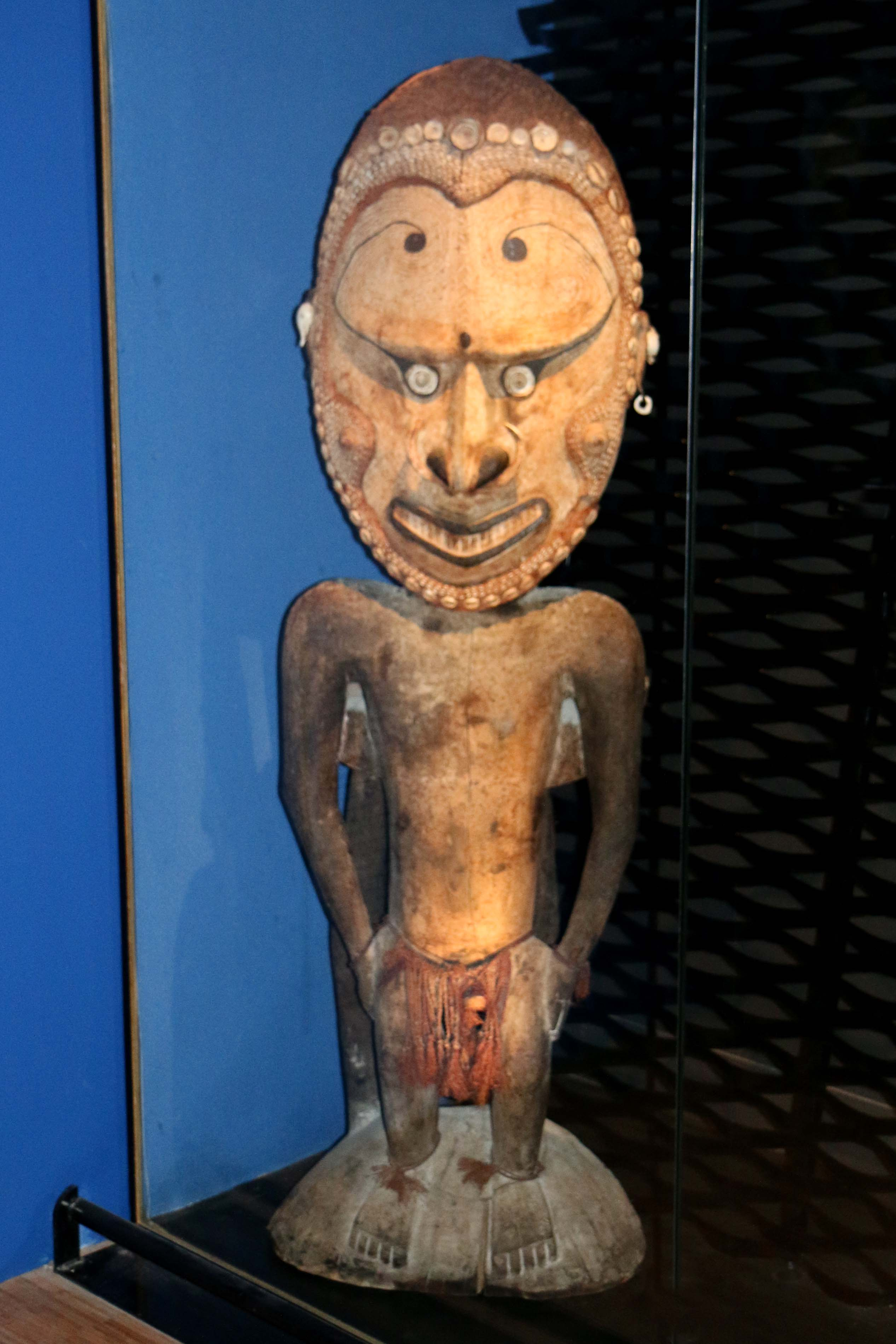
Tabouret d'orateur Iatmul. Bois, pigment, argile, fibres, coquillages. H. 140 cm. Papouasie-Nouvelle-Guinée. 1900-1950
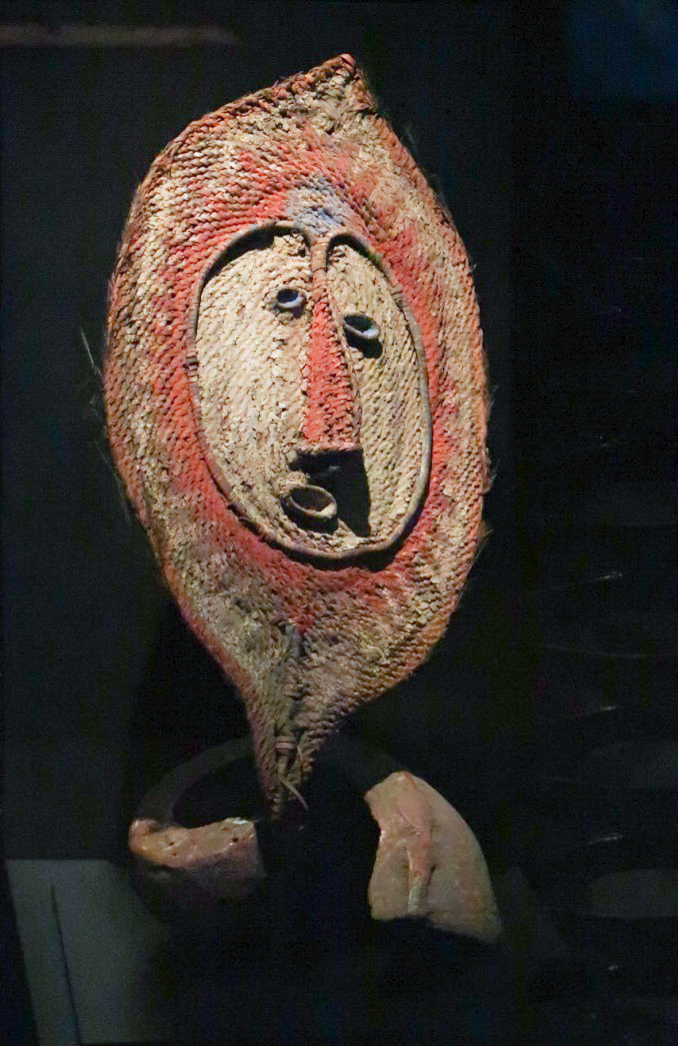
Monnaie de mariage, peuple Boiken. Bois, pigment, fibres, coquillages. H. 41,5 cm.  Papouasie-Nouvelle-Guinée. 1900-1950
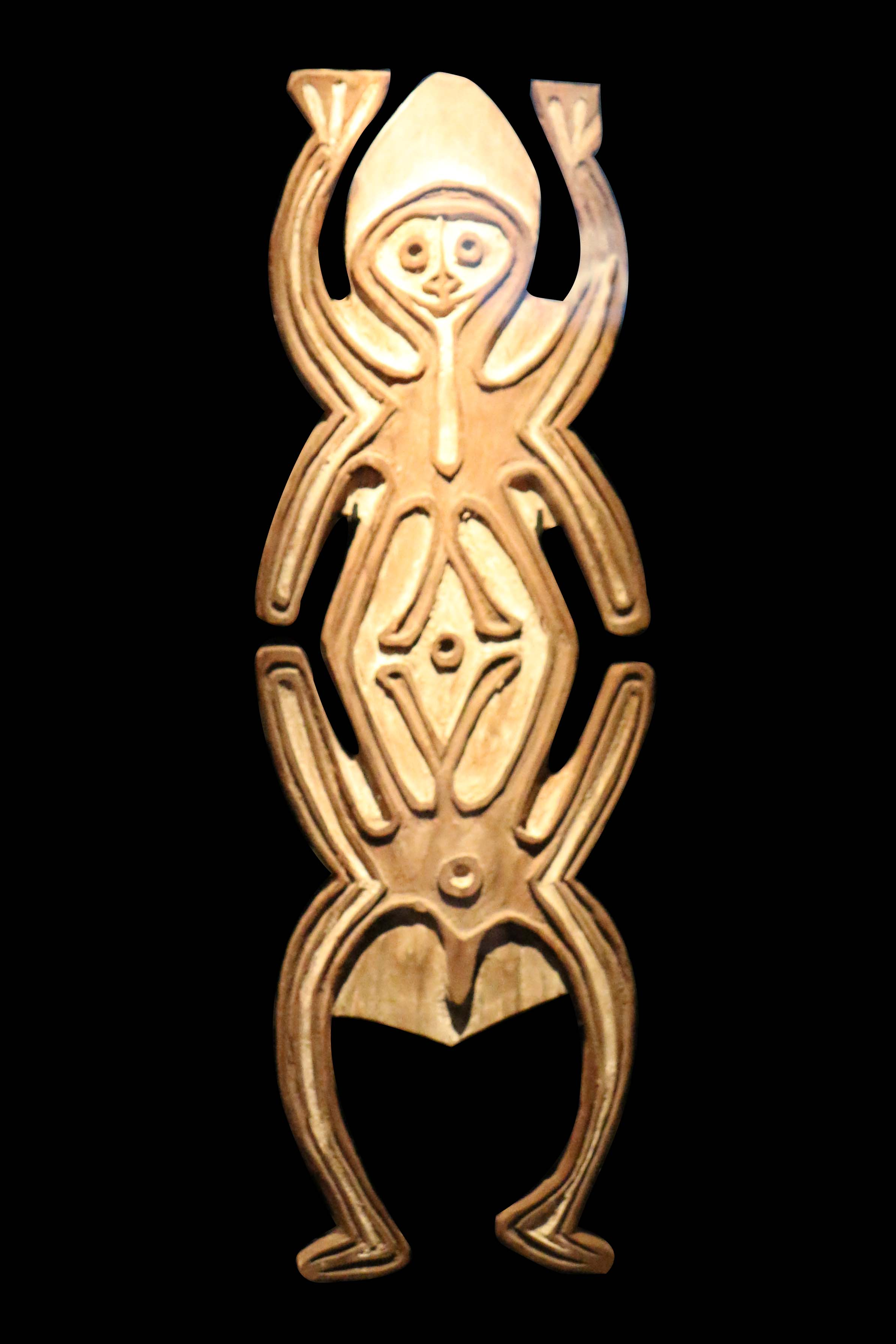
Sculpture bioma Kiwai[10]. Bois, pigments, H. 64 cm. Papouasie-Nouvelle-Guinée. 1850-1950
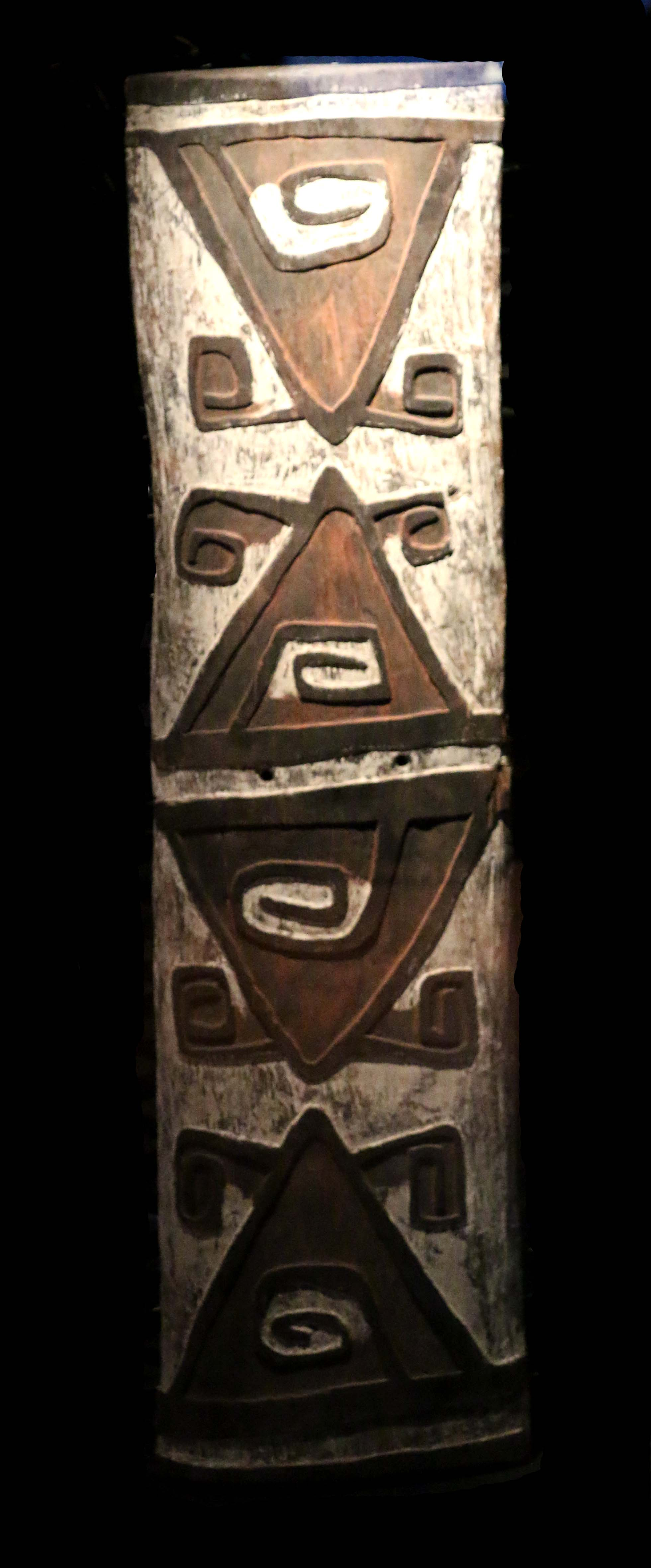
Bouclier. Bois, pigments, H. 140 cm. Star mountains, Papouasie-Nouvelle-Guinée. 1900-1950
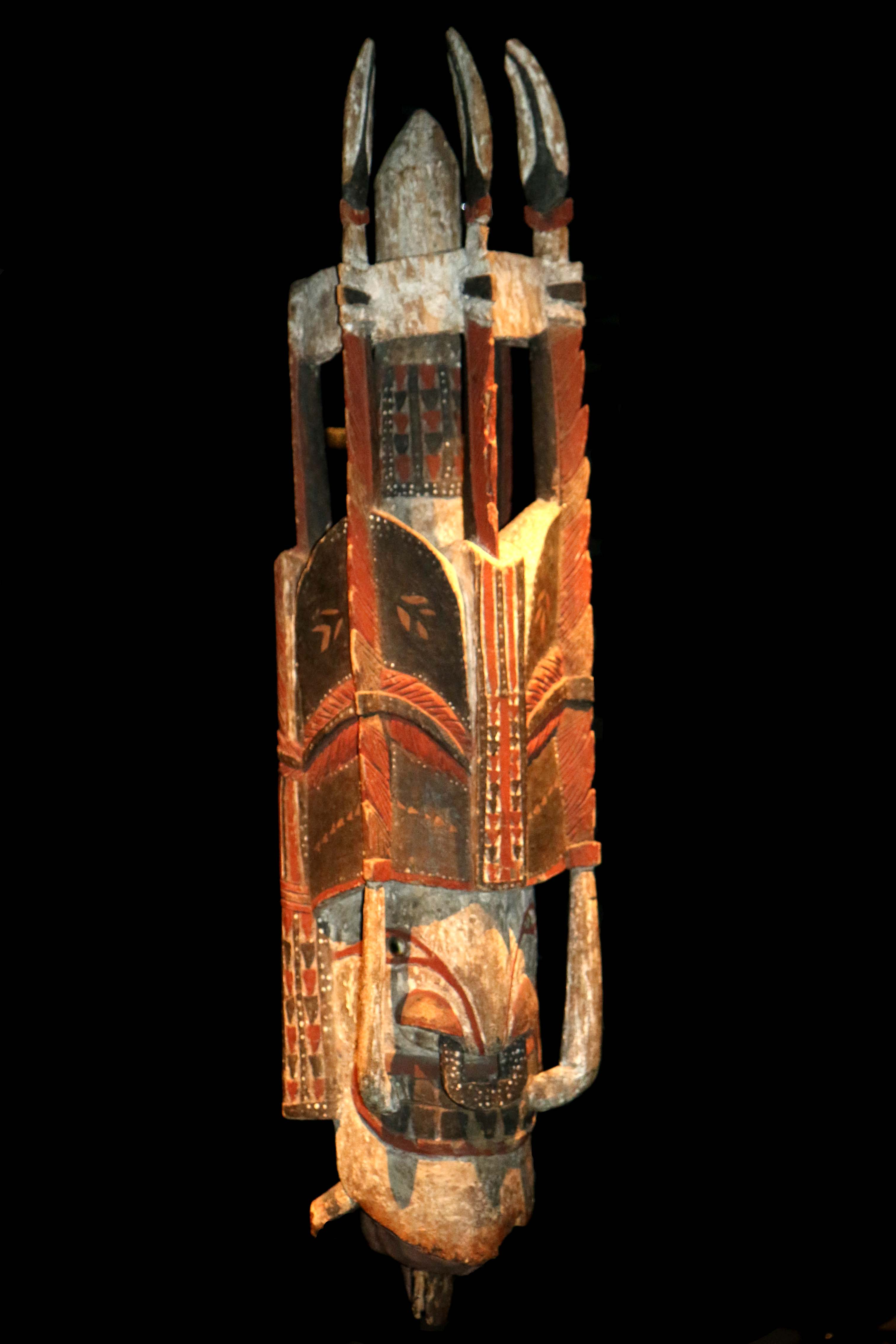
Masque malagan.  Bois, pigment, coquillages. H. 89 cm. Papouasie-Nouvelle-Guinée. Nouvelle-Irlande. 1900-1950
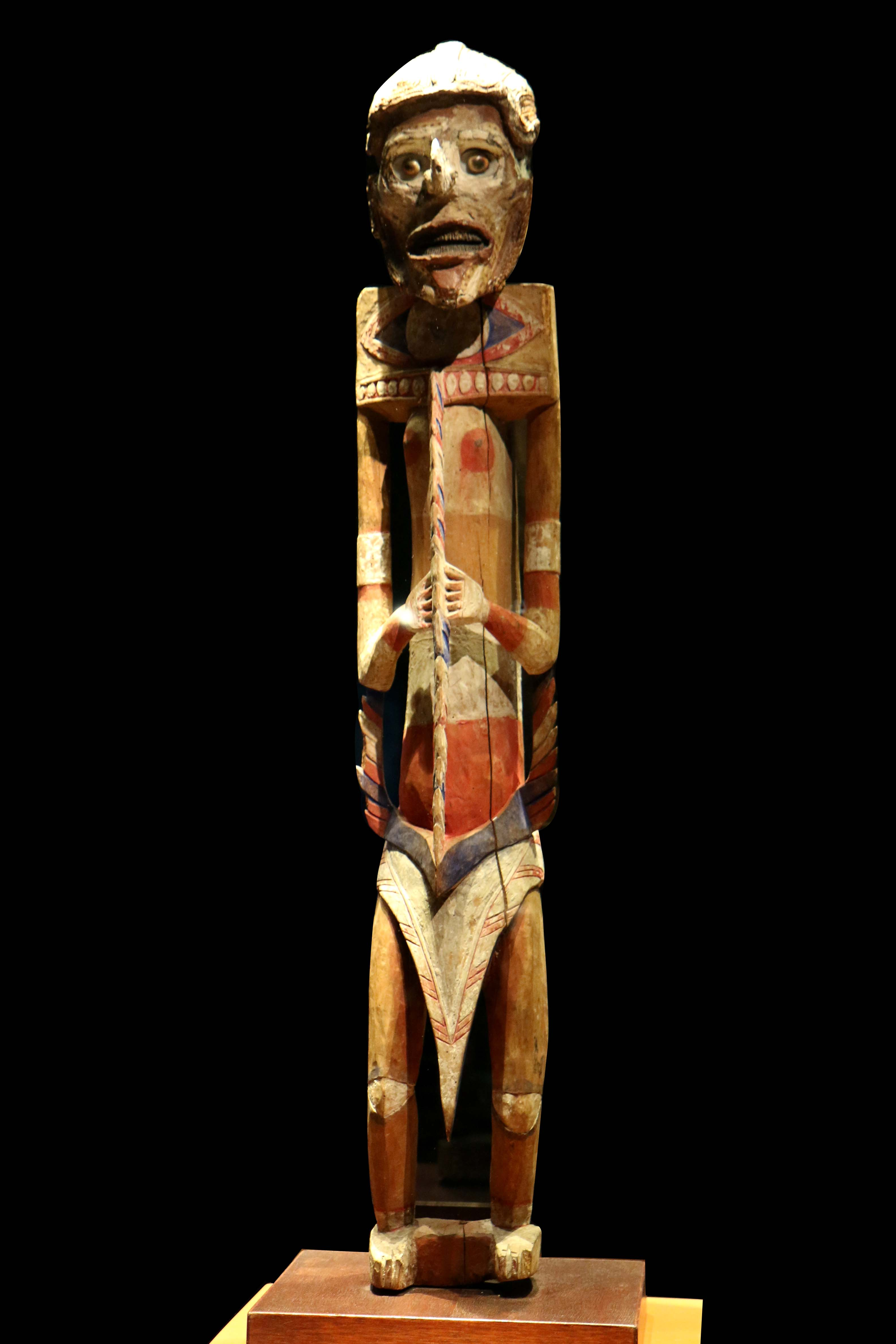
Mannequin funéraire. Os, bois, pâte végétale, pigments, coquillages. H. 150 cm. Papouasie-Nouvelle-Guinée. Nouvelle-Irlande. 1900-1950
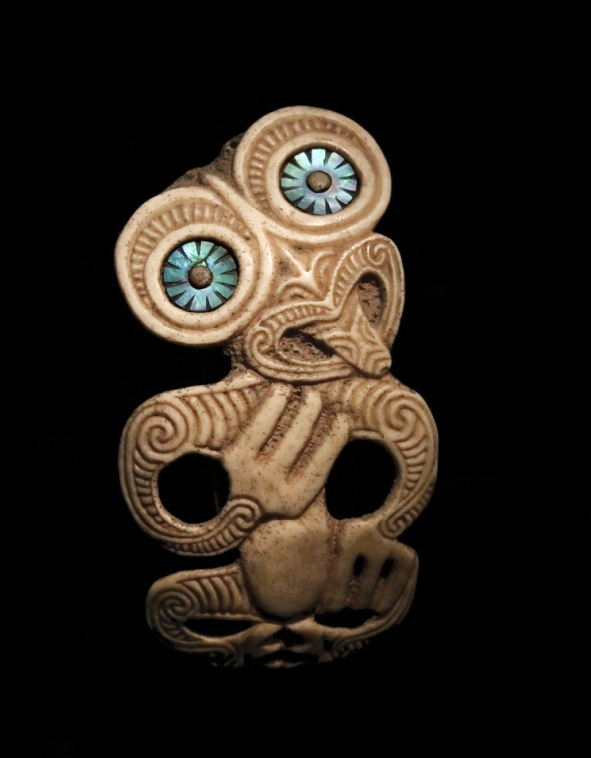
Pendentif hei tiki. Peuple Maori. Os gravé, nacre. H. 10 cm. Nouvelle-Zélande. 1850-1950[11].

### Amériques

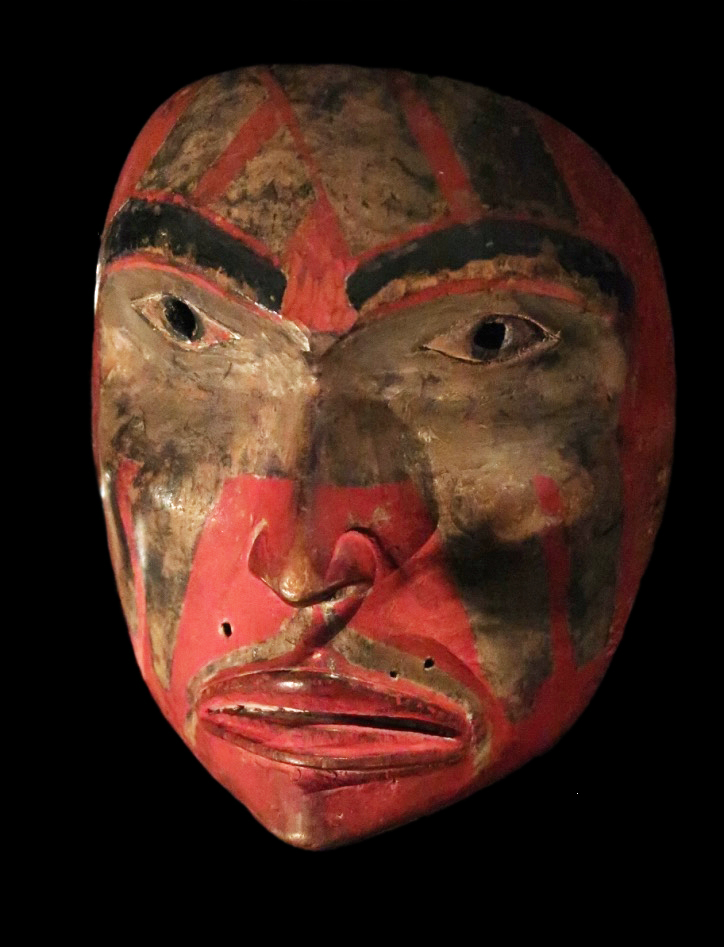
Masque Tsimshian. 1850-1950. Bois, pigments, H. 20 cm. Ancienne collection Barbier-Mueller.

Les différentes civilisations du continent américain sont représentées :
- Inuits : Deux figurines anthropomorphes en ivoire de morse , en position hiératique dans la position des mains sur les jambes ; ces statuettes de 8 cm et 21 cm de haut remonteraient au IIIe siècle.
- Tsimshians (Colombie britannique, Canada) : Masque en bois et pigments.
- Haïdas (Colombie britannique, Canada) : Masque en bois et cuivre représentant une baleine au visage mi-poisson, mi-humain.
- Hopis (États-Unis) : Deux poupées Kachinas en bois, pigments et plumes d'un hauteur de 16 et 25 cm. La plus grande porte une tableta surmontée de quatre demi-circonférences symbolisant l'arc-en-ciel.
- Mixtèques (Mexique) : Crâne recouvert de mosaïque en os, turquoise, pyrite et coquillages (800 - 900 apr. J.-C.) ; l'authenticité de cette réalisation a été mise en doute, mais la datation du crâne au carbone 14 a montré qu'il s'agissait bien d'un crâne de cette période.
- Totonaques (Mexique) : Portrait en argile dit à la tête souriante évoquant l'expression extatique sur le visage d'un dieu ou d'un haut dignitaire (400/1200 apr. J.-C.).
- Nazca (Pérou) : Vase funéraire en argile et pigments ; tête-trophée en os, dents, peau, cheveux, fibres, bois et tissus (300 - 800 apr. J.-C.)
- Mochica (Pérou) : Vase à anse en étrier représentant un personnage assis (peut-être un chaman en méditation) ; masque funéraire en cuivre et coquillages.
- Chancay (Pérou) : statue anthropomorphe en argile dite cuchimilcos, figurine représentée debout, les bras ouverts en signe d'offrande, la tête de forme aplatie.
- Shuars (Pérou, Équateur) : têtes réduites.
- Wayana (Guyane française, Surinam, Brésil) : nombreuses parures de plumes : coiffe-masque, natte à fourmis etc.
- Tapirapé (Brésil) : masque.
- Munduruku (Brésil) : tête trophée en os, cheveux, cire, plumes et fibres ; le nombre de cordelettes fixées à la bouche ferait référence au nombre de personnes tuées par le propriétaire de la tête.

Amériques
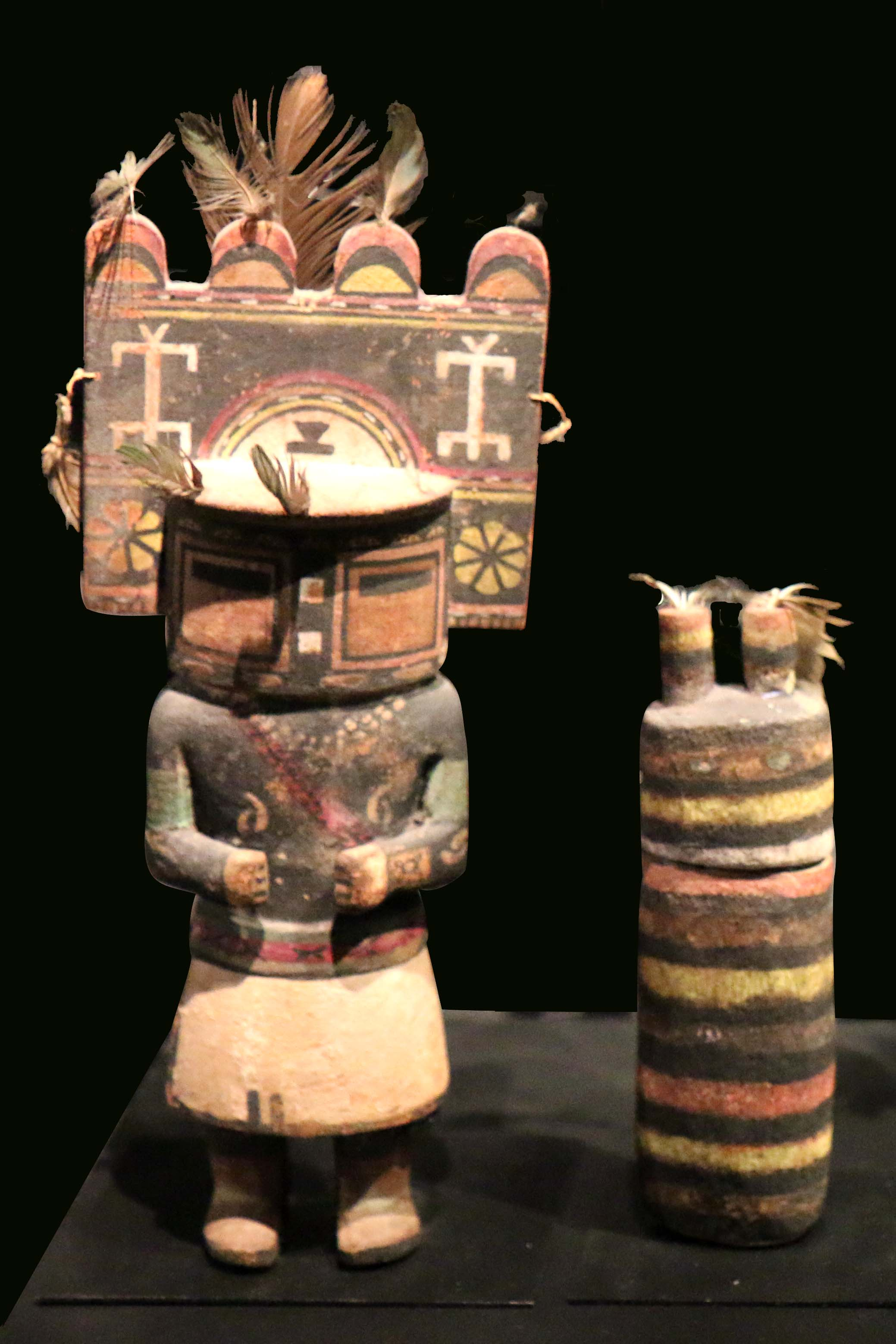
Poupées kachina Hopi. Bois, pigments, plumes,  : à g. H. 25, à d. H. 16 cm. États-Unis. 1850-1950
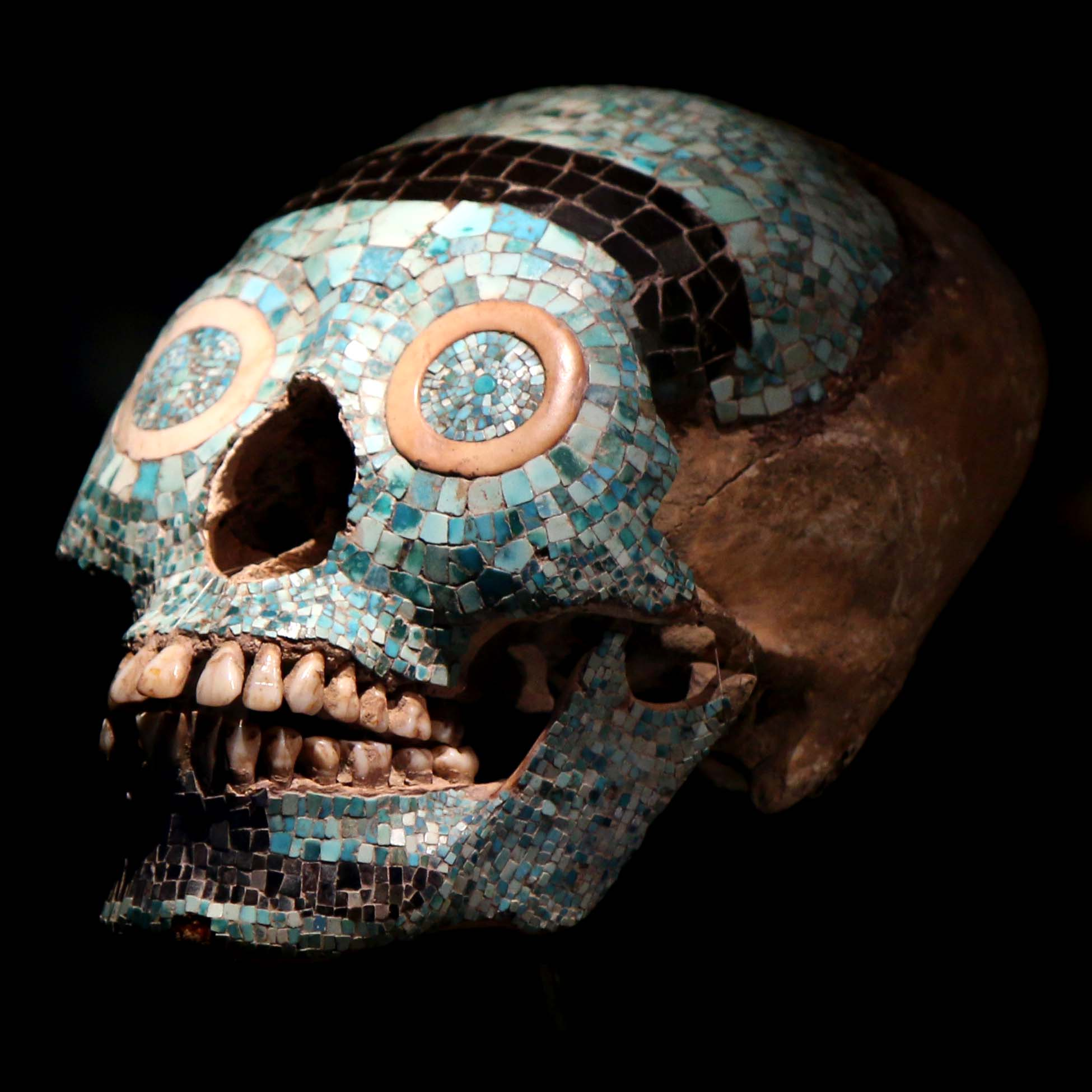
Crâne recouvert de mosaïque Mixtèque. Os, turquoise, pyrite, coquillages. H. 13 cm. Mexique, 770-900 EC
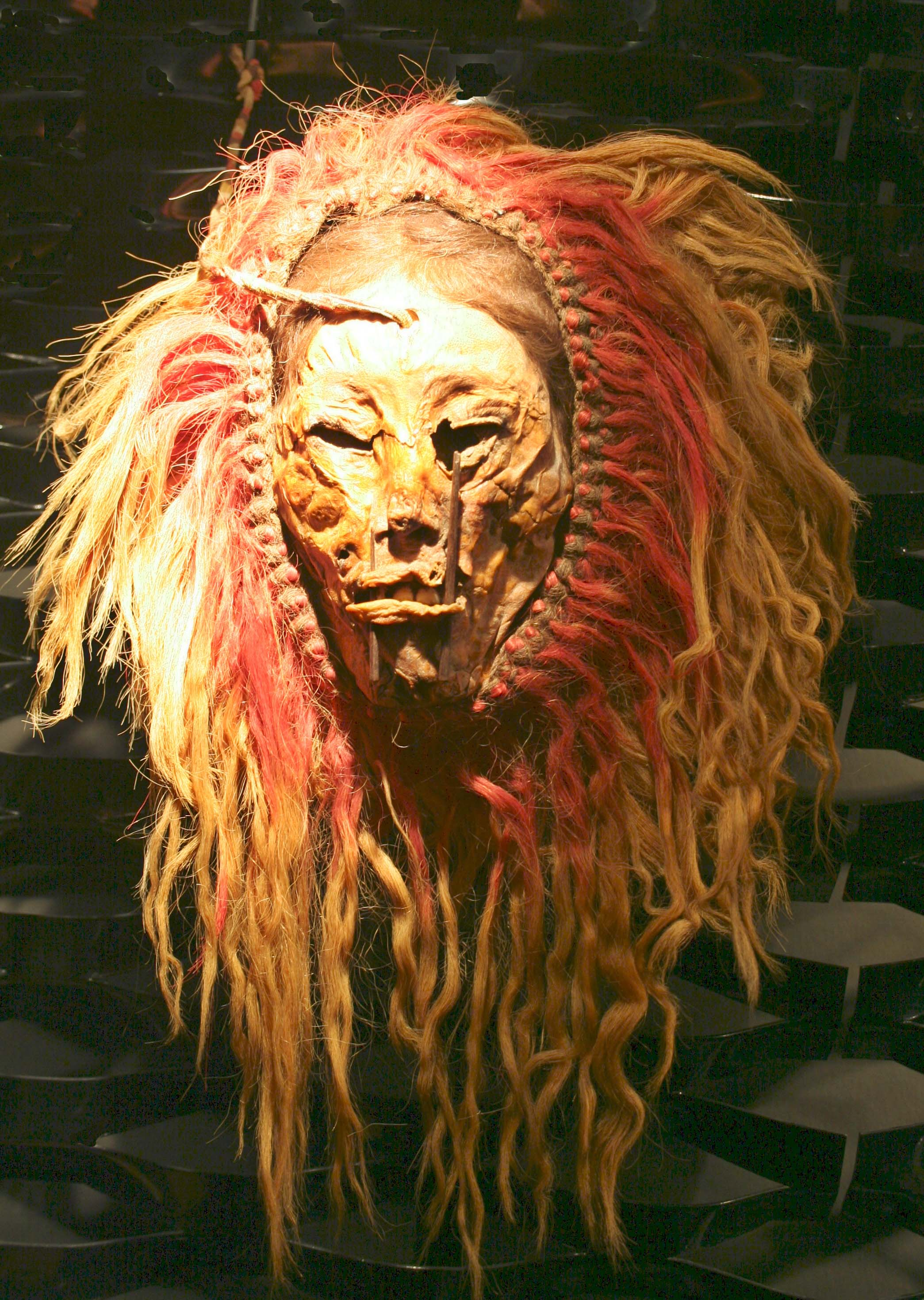
Tête trophée, Nazca. Os, dents, peau, cheveux, fibres, bois, tissu. H. 40 cm. Pérou. 300 AEC -800 EC
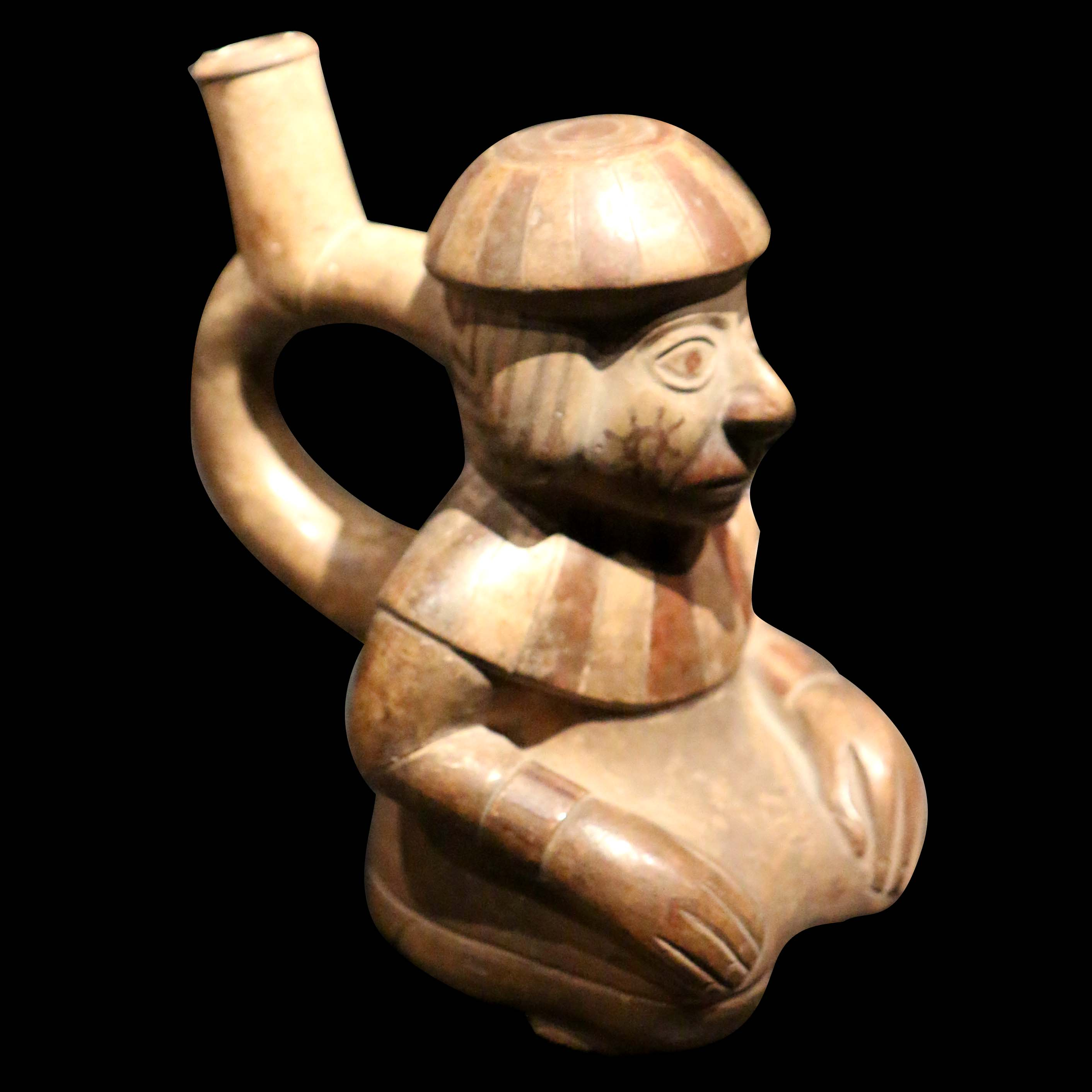
Vase à étrier, Mochica. Pérou
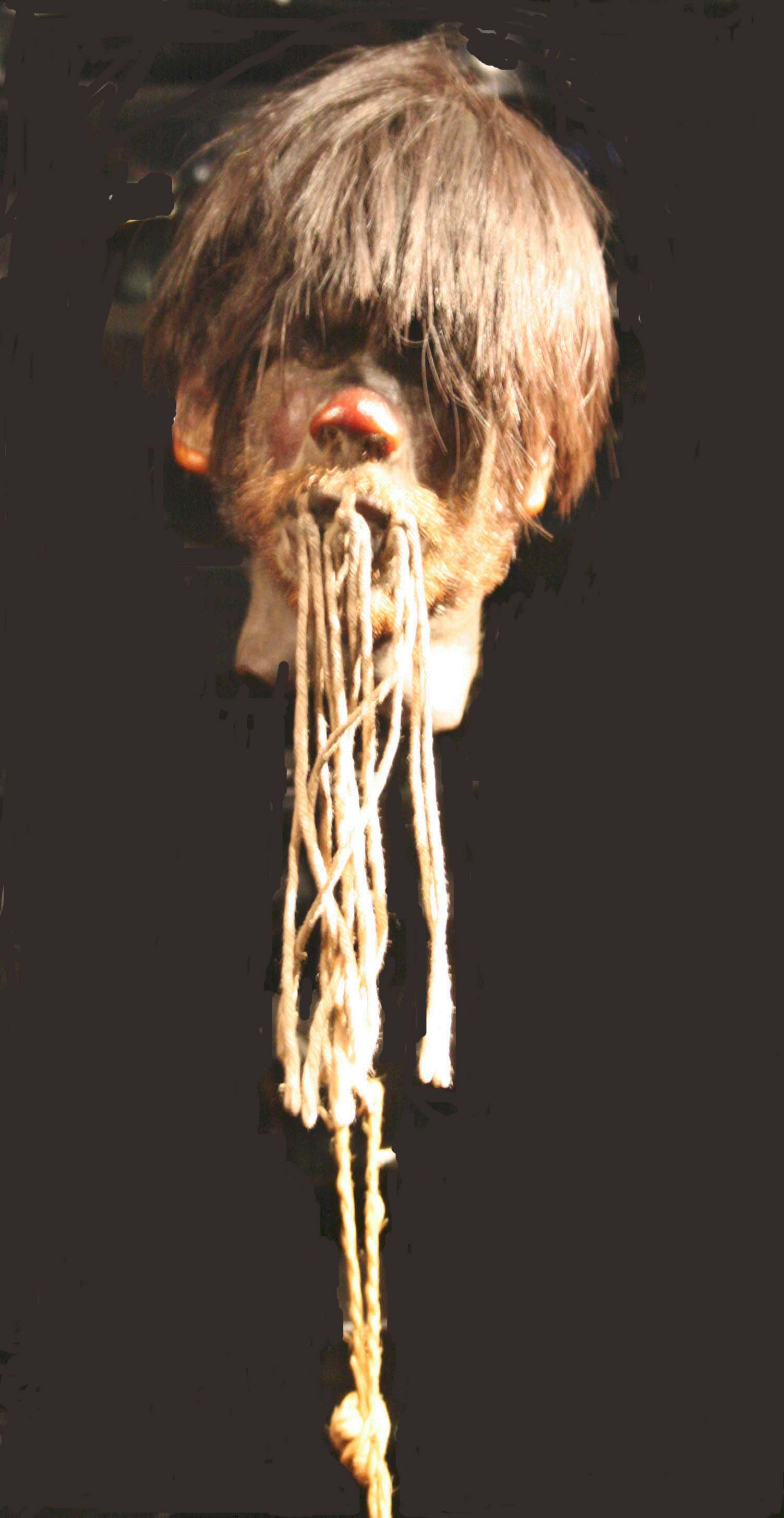
Tête réduite, Shuar. Peau, cheveux, fibres, poils. H. 15 cm. Pérou. 1850-1950
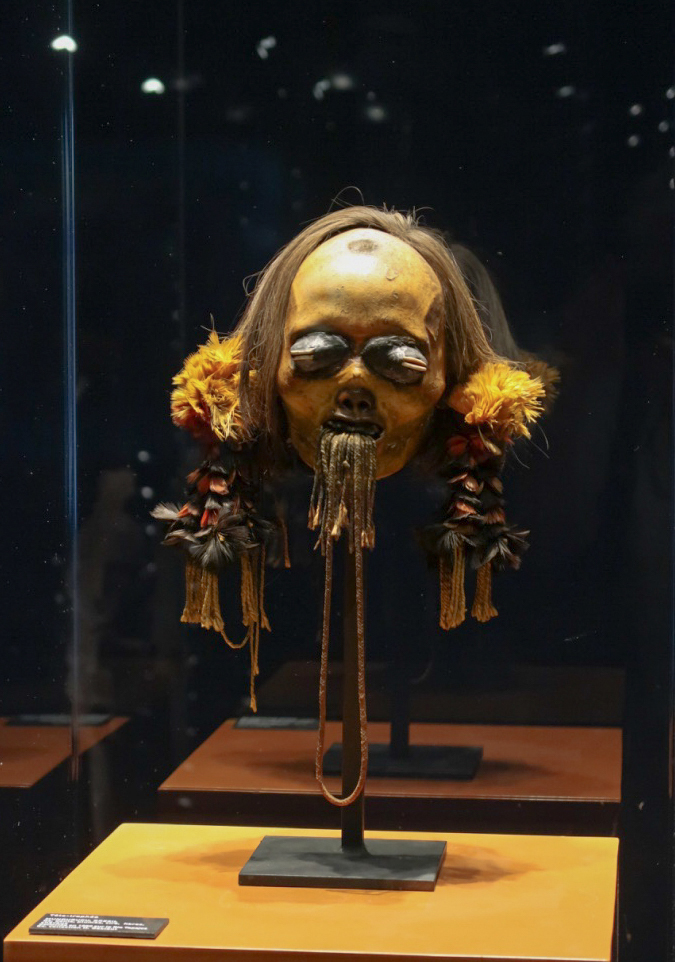
Tête trophée, Mundurucú. Os, cheveux, dents, cire, plumes, fibres. H. 43 cm. v. 1880[12]. Brésil.

Amériques
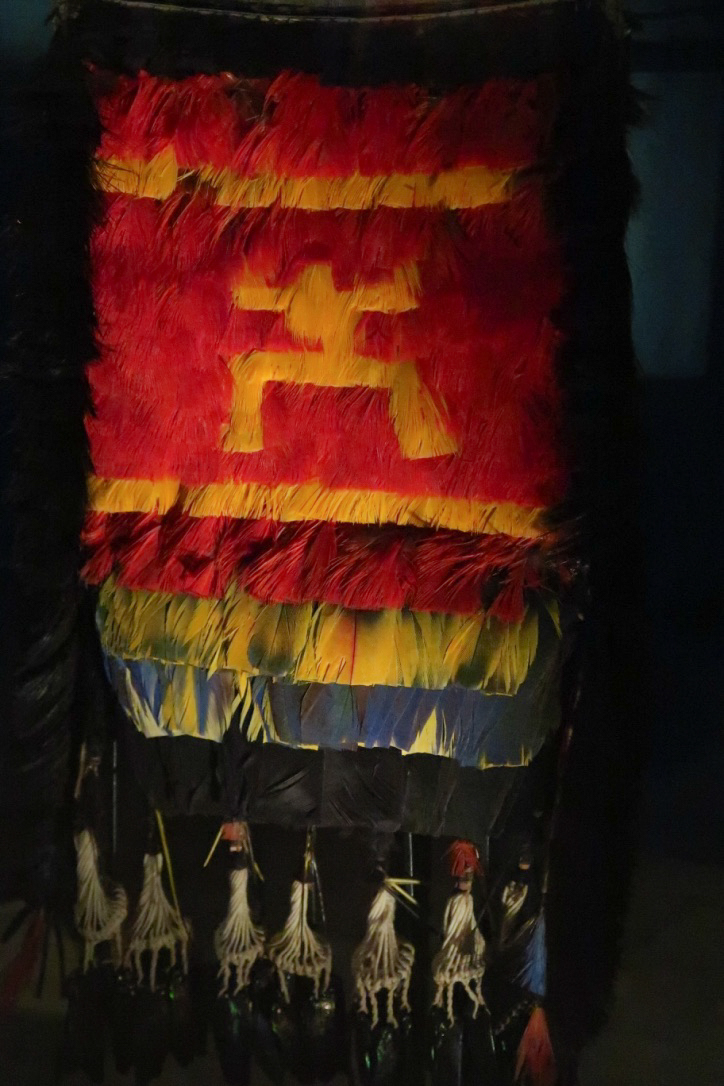
Élément d'une coiffe olok. Peuple Wayana. Plastron masculin passé au dos du danseur. Détail, L. 30 cm[13].
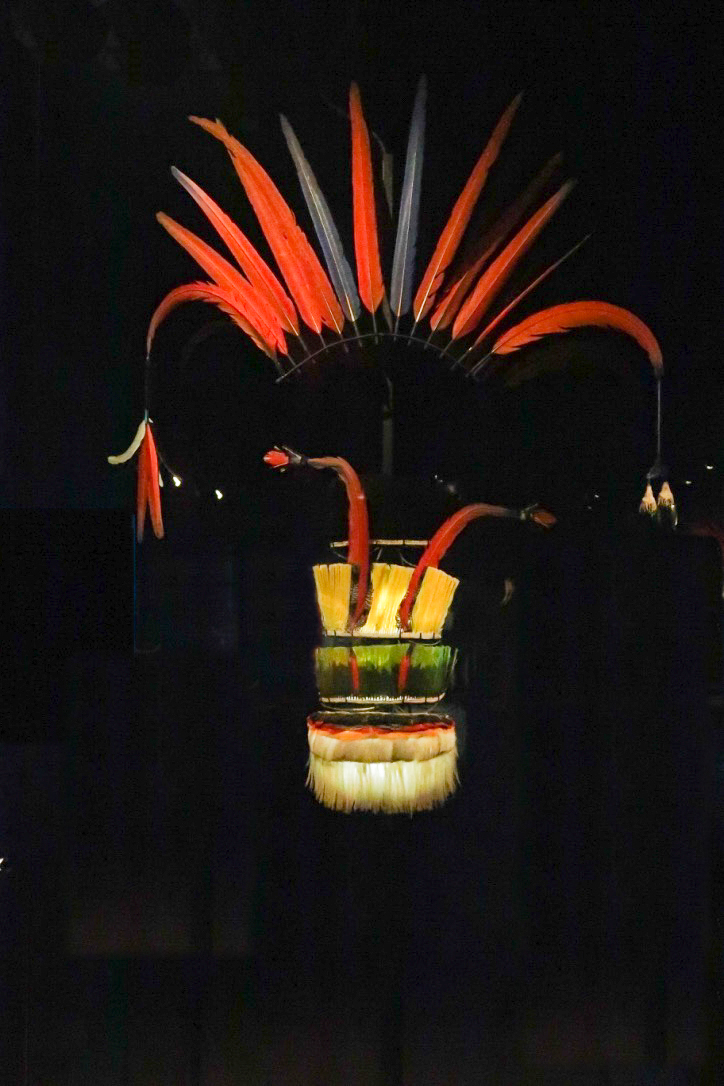
Coiffe-masque olok. Peuple Wayana. Fibres, plumes, coton, élytres de scarabée. Guyane française. Collectée en 1940
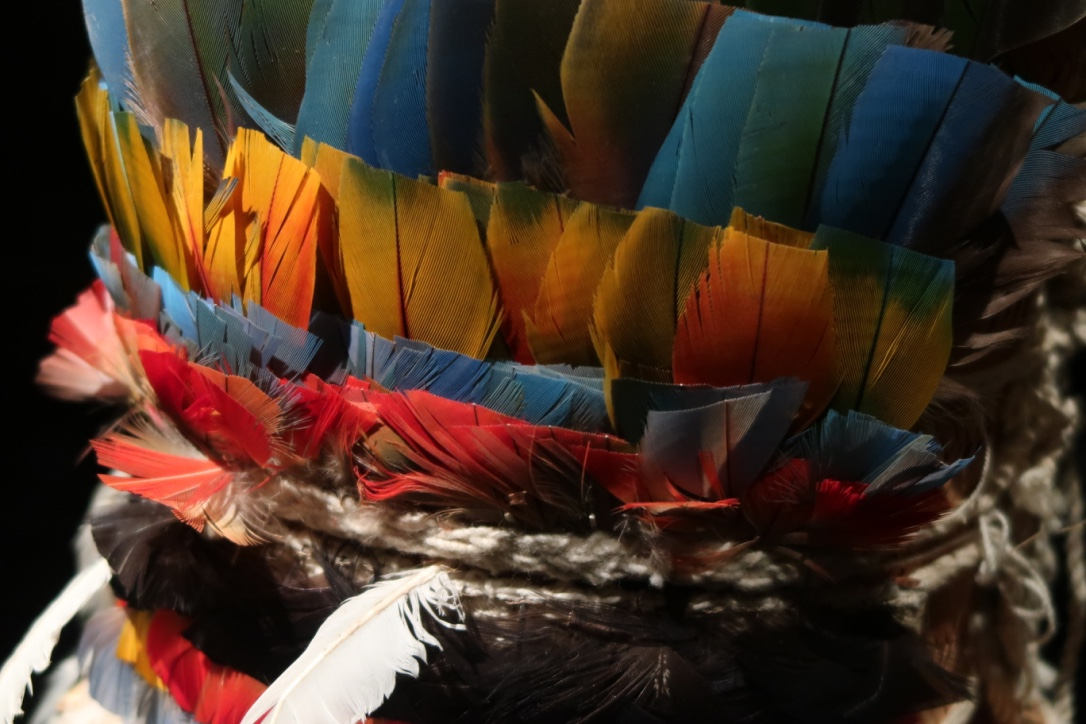
Coiffe-masque olok. Peuple Wayana. Fibres, plumes, coton, élytres de scarabée. Brésil/Guyane française. Coiffe-masque collectée en 1990. Détail.

## Salle du Mexique
Dans cette salle consacrée à l'art populaire du Mexique de la collection de François Reichenbach, léguée en 1993, sont exposés de nombreux objets : Alebrijes, céramiques, tableaux de laine, papier d'amate et masques de danse.

### Alebrijes
Les Alebrijes, sculptures très colorées en papier mâché représentant des créatures fantastiques, sont devenus des figures incontournables de l'art populaire mexicain. Les premiers alebrijes furent réalisés par Pierre Linares Lopez (1906-1992) ; ses descendants mais aussi de nombreux artistes perpétuent cette tradition, résultat d'une culture syncrétique mexicaine très riche car des figures fantastiques et macabres existaient déjà dans la culture aztèque. Pierre Linares Lopez a inventé ce terme « alebrijes », ne signifiant rien en soi, afin de désigner des créatures monstrueuses, des chimères issues de ses cauchemars. Son travail a attiré l'attention des artistes Diego Rivera et Frida Kahlo, qui l'ont incité à développer sa production.
La technique de fabrication prévoit l’utilisation de moules, plus ou moins nombreux, recouverts de cire d’abeille sur laquelle on répand une pâte obtenue à partir de papiers de journaux et de revues mélangées à de la farine et de la caséine. Le « papier mâché » employé pour les figures de carnaval, en Europe, est semblable à cette technique, mais on utilise des bandes de papier collées sur une armature plus ou moins creuse ; ici l'objet est plein. Les différentes parties moulées auront été nécessairement assemblées. Elles sont peintes une fois sèches, puis vernies.

Alebrijes
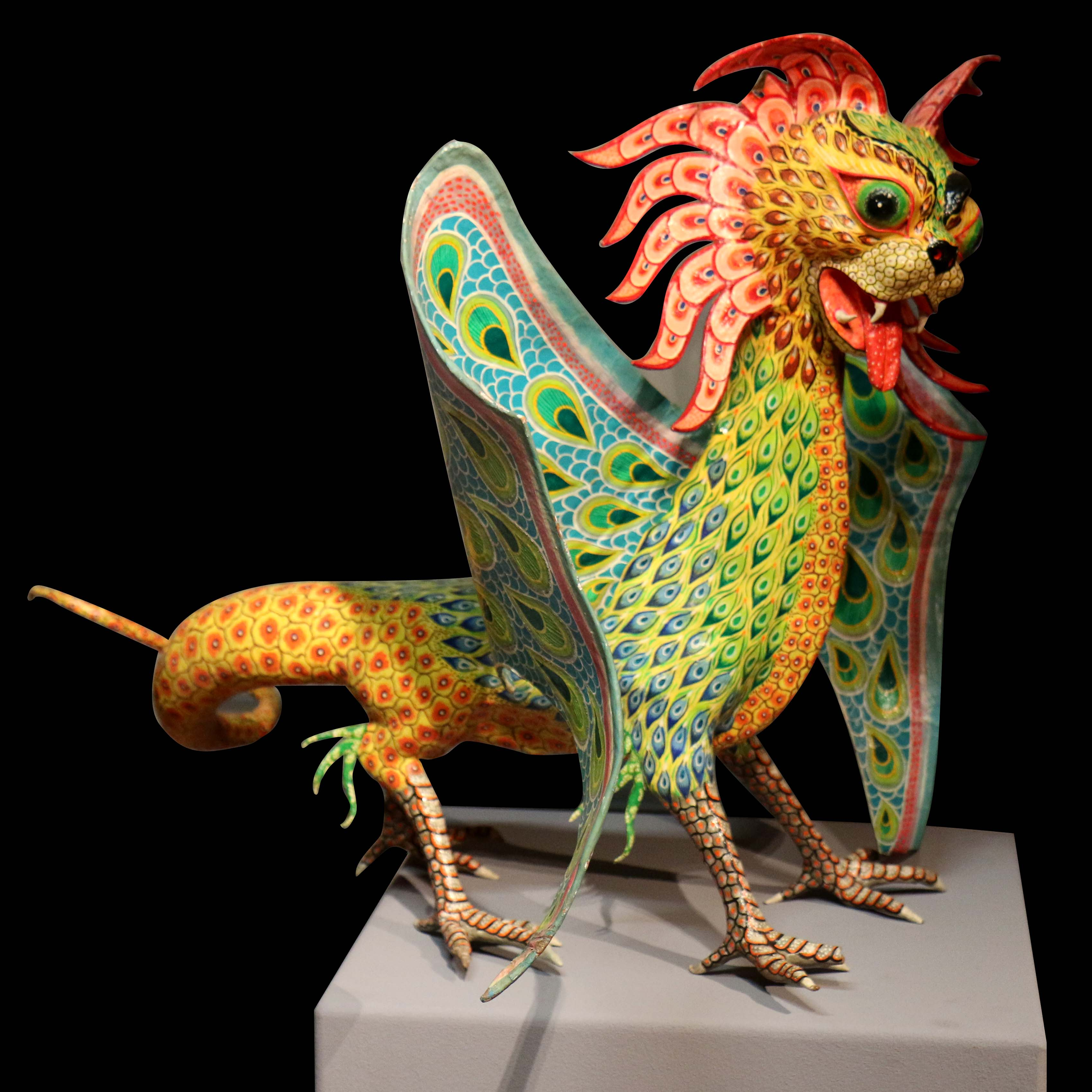
Chimère
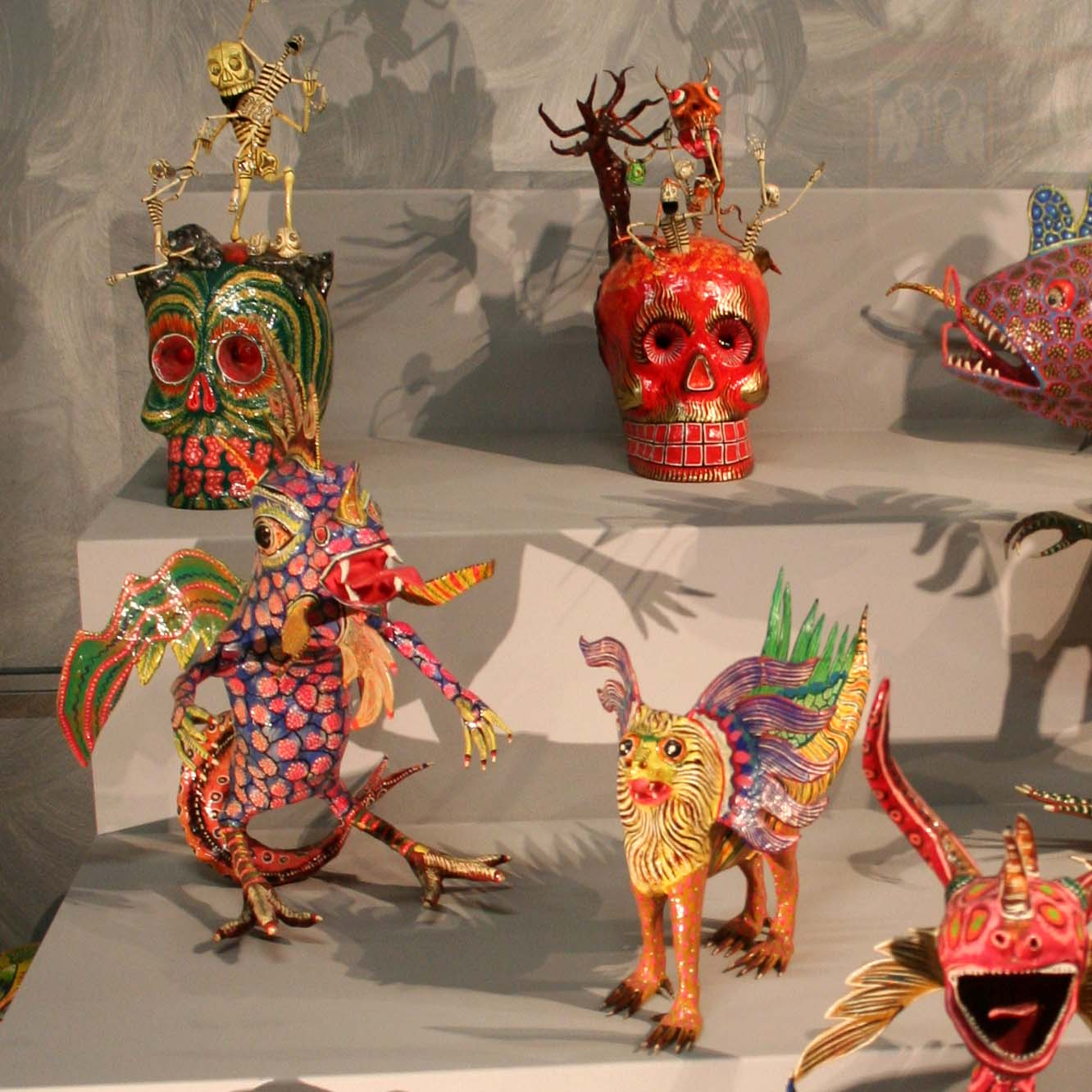
Têtes de mort et animaux fantastiques
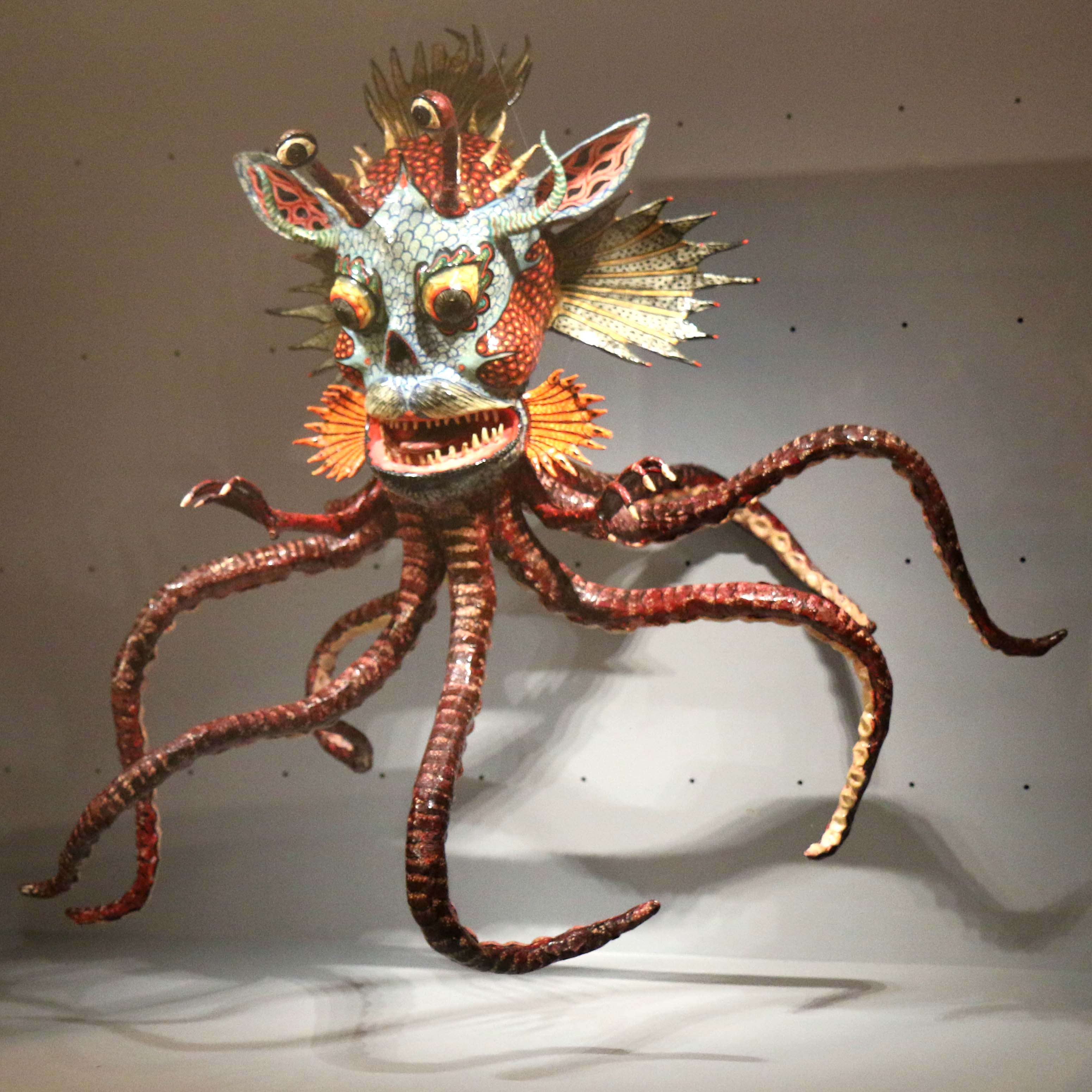
Pieuvre
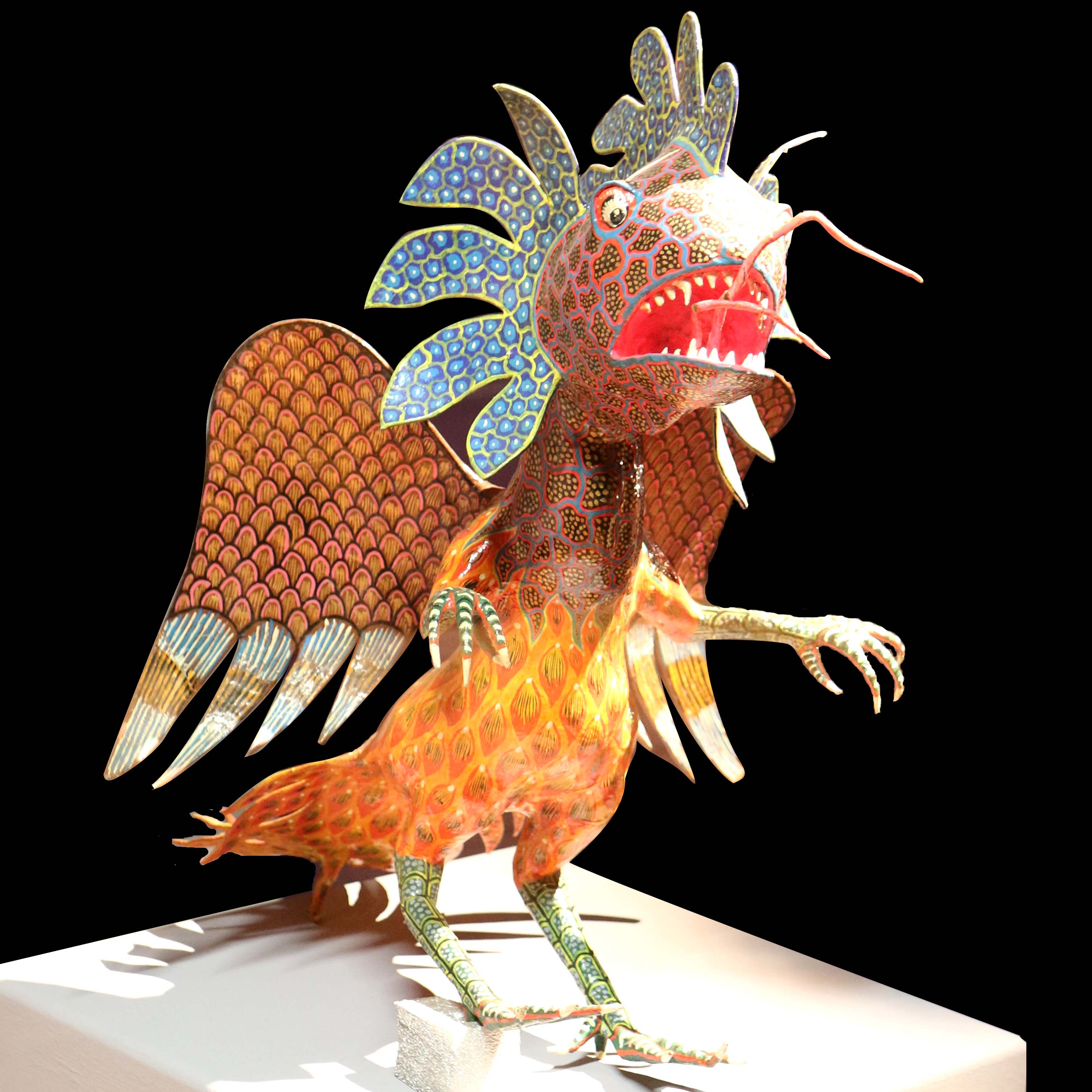
Animal fantastique

### Céramiques
Les potiers mexicains ont hérité d'une longue tradition de potiers en provenance des civilisations pré hispaniques enrichie par des techniques introduites par les européens et les asiatiques. Le musée présente : 
- des arbres de vie : ce sont des candélabres à plusieurs branches en terre cuite polychrome. la décoration est réalisée par des fleurs, feuilles et papillons ainsi que par de nombreuses scènes religieuses ou bibliques : création, déluge, représentation de la Vierge, scènes de l'enfer etc.
- des céramiques aux thèmes très variés. La représentation de diables est cependant très fréquente car, selon une croyance, la réalisation de diables en céramique permettait d'y emprisonner l'esprit maléfique.

Céramiques
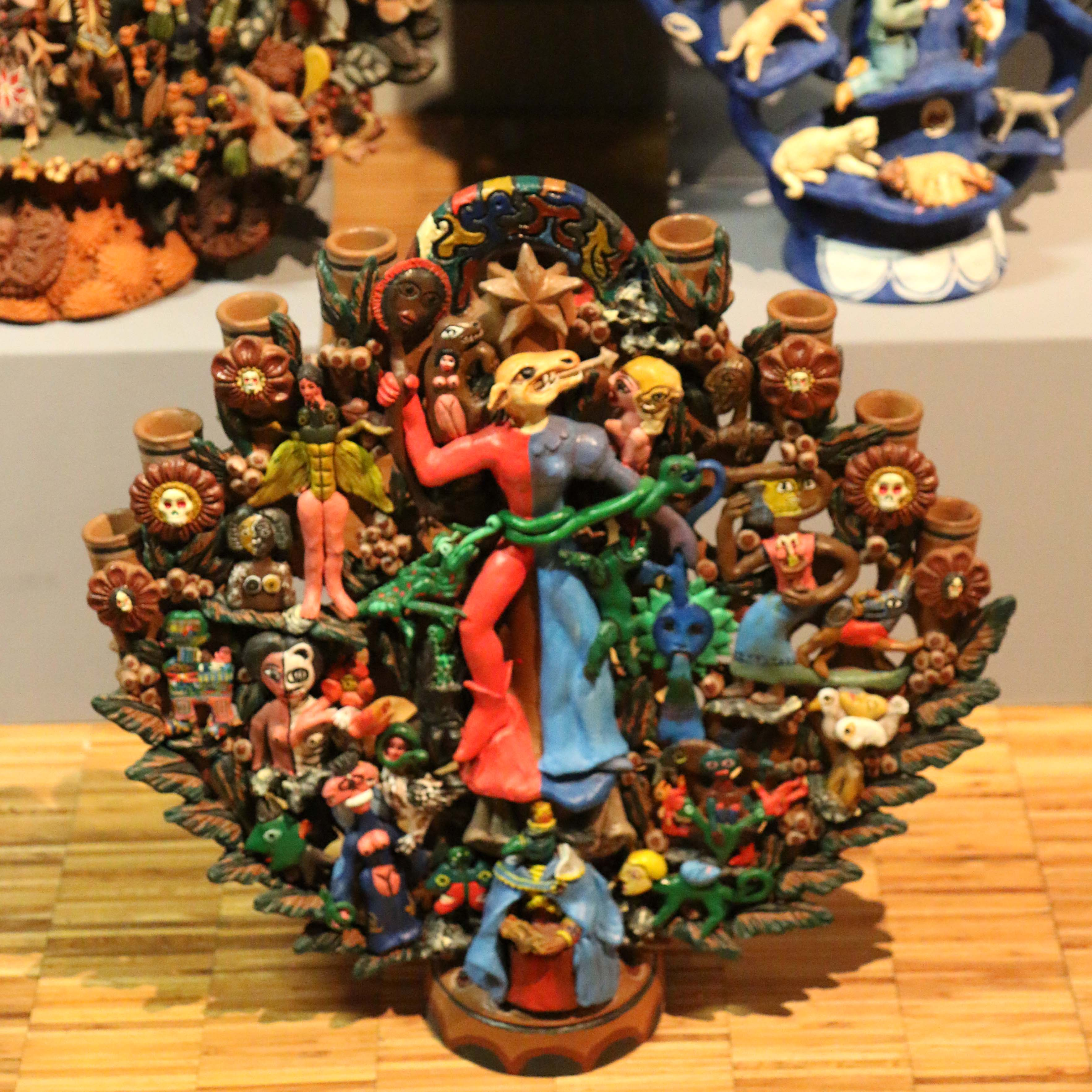
Arbre de vie
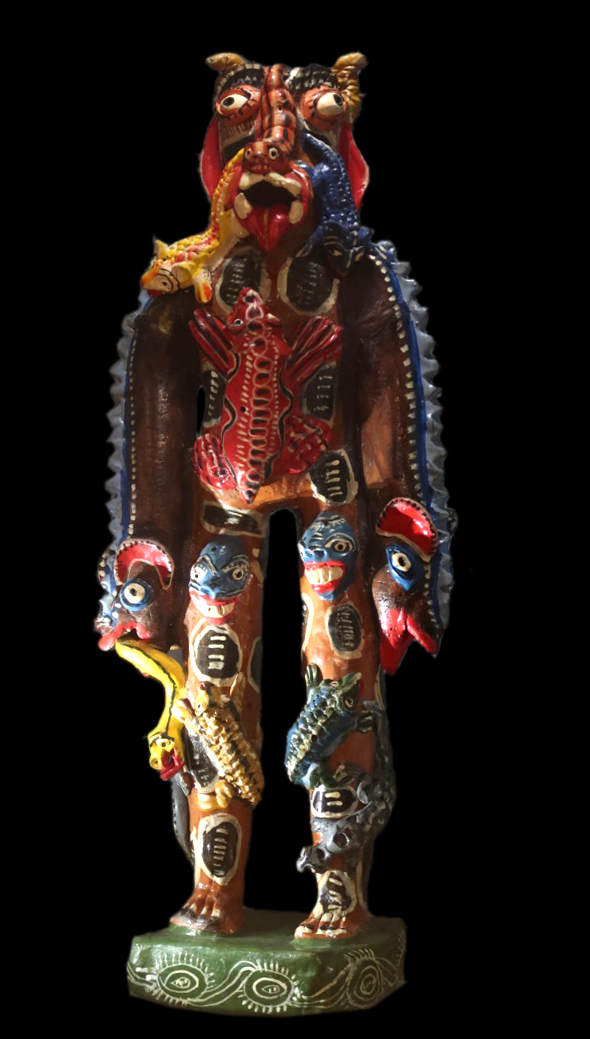
Diable. Village d'Ocumicho, État de Michoacán. H. 24 cm.
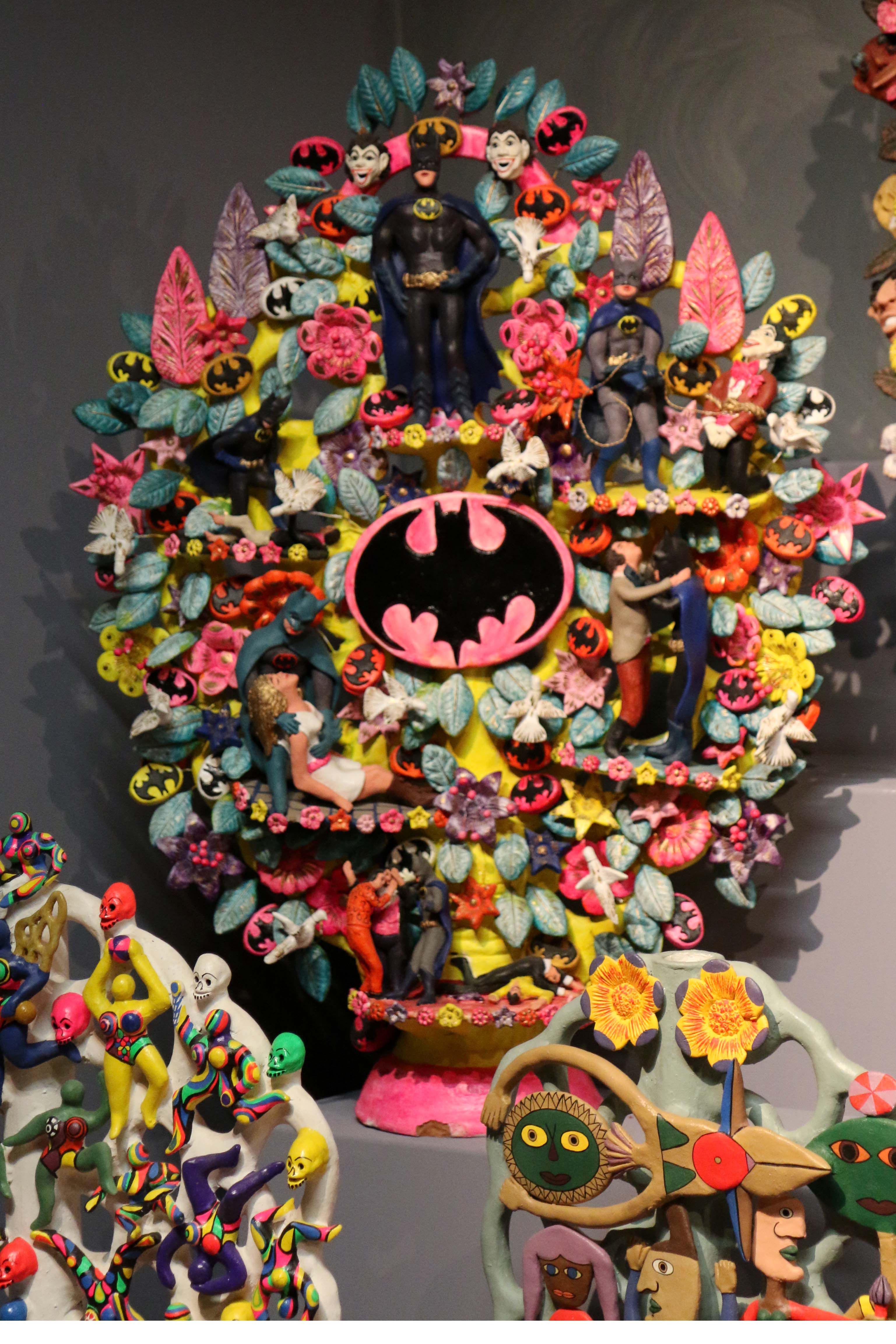
Arbre de vie
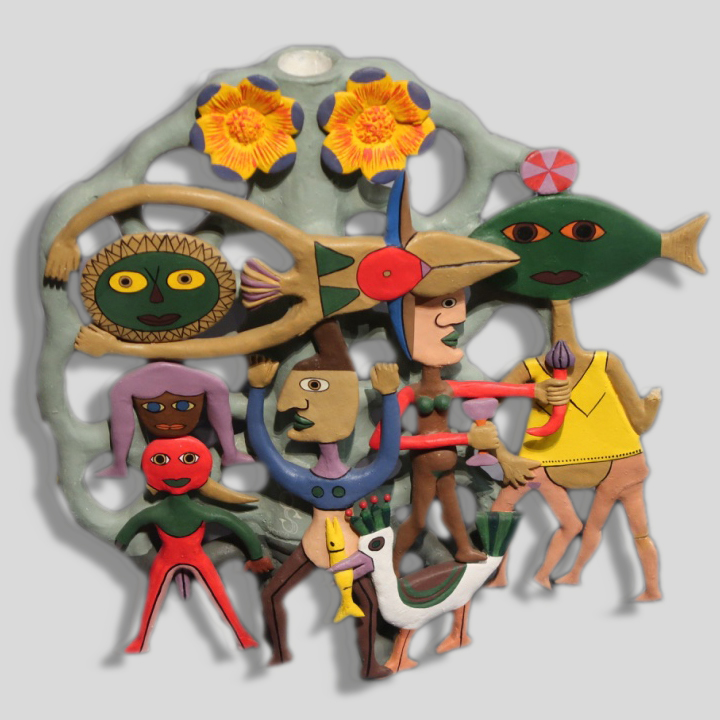
Arbre de vie inspiré de l'art contemporain. Village de Metepec. État de Mexico. H. 52 cm. Terre cuite, pigments

### Œuvres diverses
- Tableaux de laine nierika, des indiens Huichol : ces tableaux sont réalisés par des fils multicolores collés sur une planche enduite de cire d'abeille.
- Papier d'amate : la production de ce papier remonte à l’époque pré hispanique : les Aztèques l'utilisaient pour la confection des codex. Après la conquête espagnole le papier d'amate fut rapidement supplanté par le papier européen. Un groupe de potiers de l'État de Guerrero décide vers le milieu du XXe siècle de transférer les motifs de décoration des céramiques sur support d'amate. Le musée expose un certain nombre de peintures réalisées sur ce papier .
- Masques : ils étaient déjà utilisés à des fins rituelles à l'époque préhispanique ; ils sont actuellement réalisés en bois, en cuir ou en papier mâché et portés lors de diverses fêtes : carnaval, Noël, Toussaint etc. Les masques peuvent prendre la forme de diables souvent représentés en rouge avec un regard méchant ; ils peuvent prendre la forme de chèvres ou de bovins car ils sont considérés à cause de leurs cornes comme des créatures diaboliques. Les masques peuvent aussi représenter des animaux comme la chauve-souris qui a donné son nom à une danse destinée à favoriser la pluie, car cet animal vivant souvent dans des grottes est associé à l'humidité.

Œuvres diverses
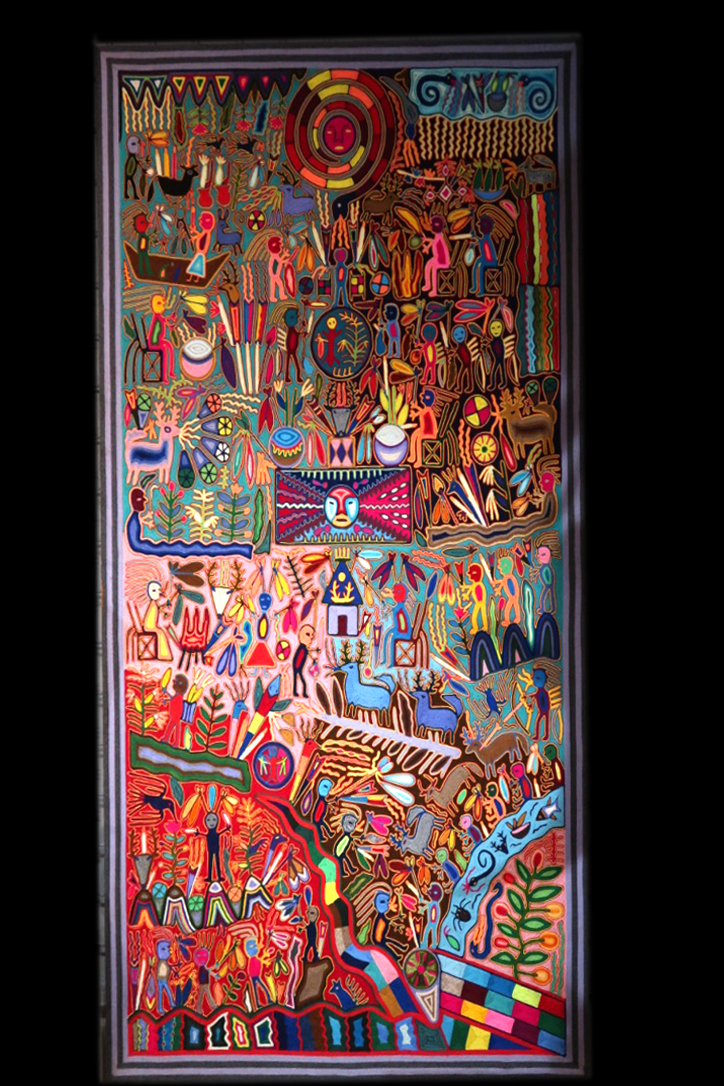
Tableau de laine nierika : La voie de la chenille. H. 200 cm. Bois, cire, laine. Attribué à Apollionio Camillo Enriques. Indiens Huichol
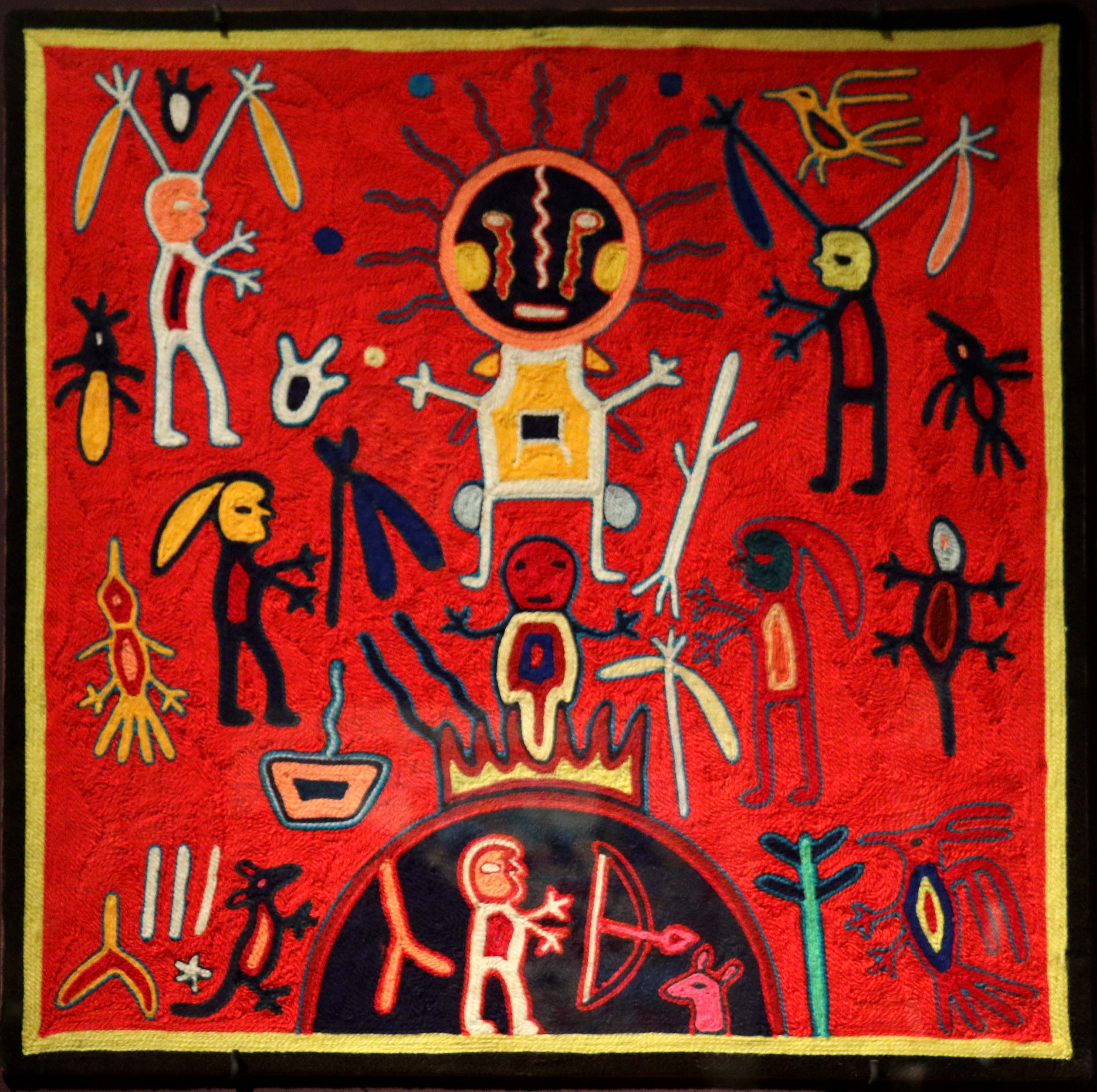
Tableau de laine nierika : La naissance du soleil. Bois, cire, laine, H. 60 cm. Indiens Huichol
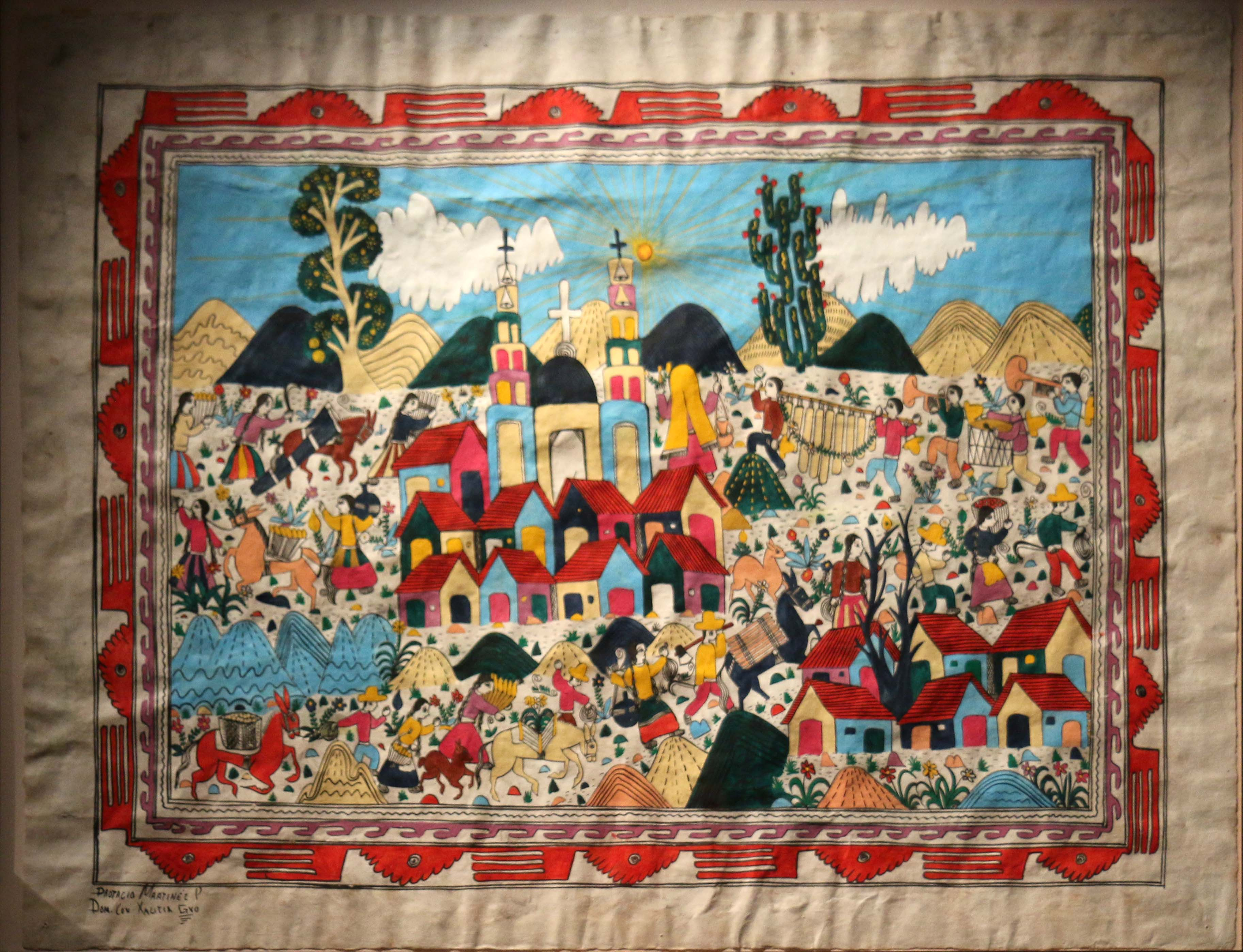
Tableau sur papier d'amate.
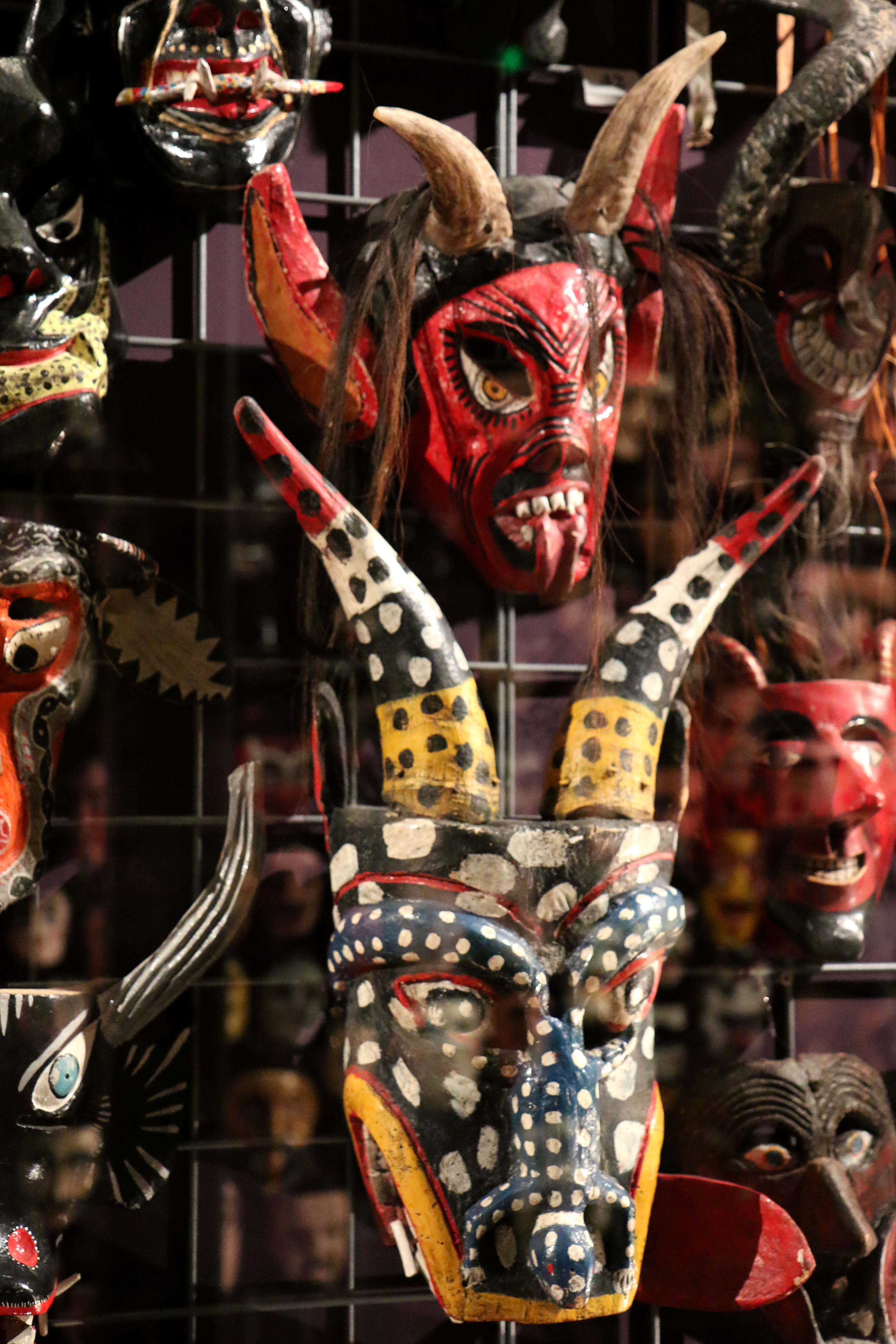
Masques du diable.
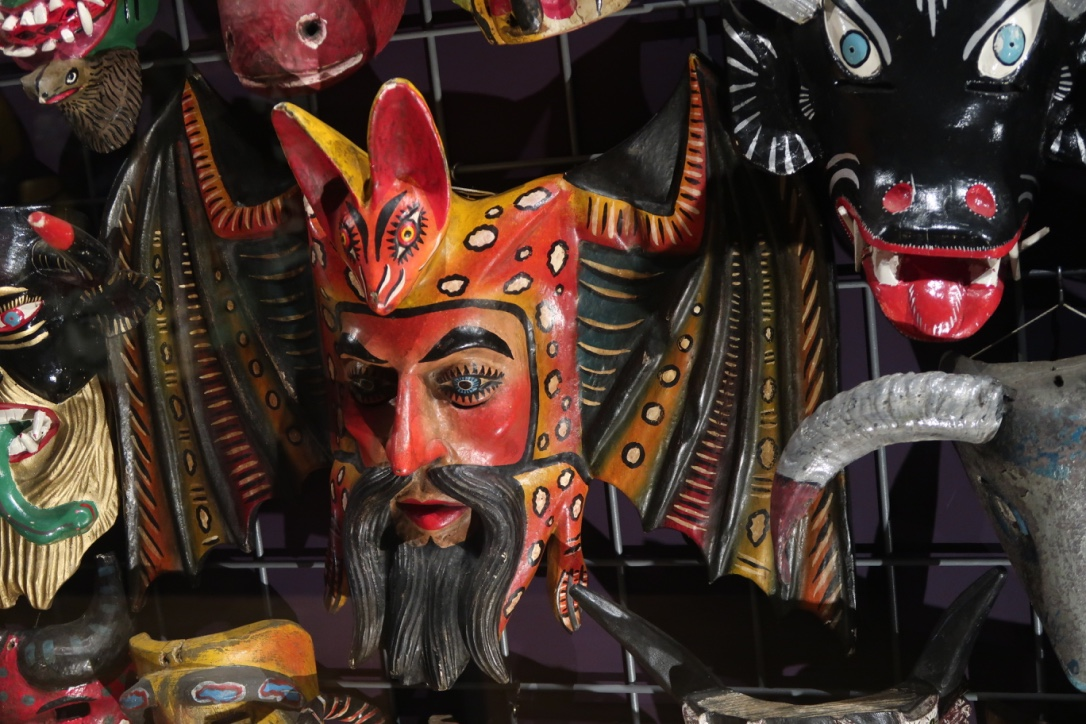
Masque chauve-souris. État de Guerrero. H. 33,5 cm. Bois, pigments, vernis.